# Maestros anónimos

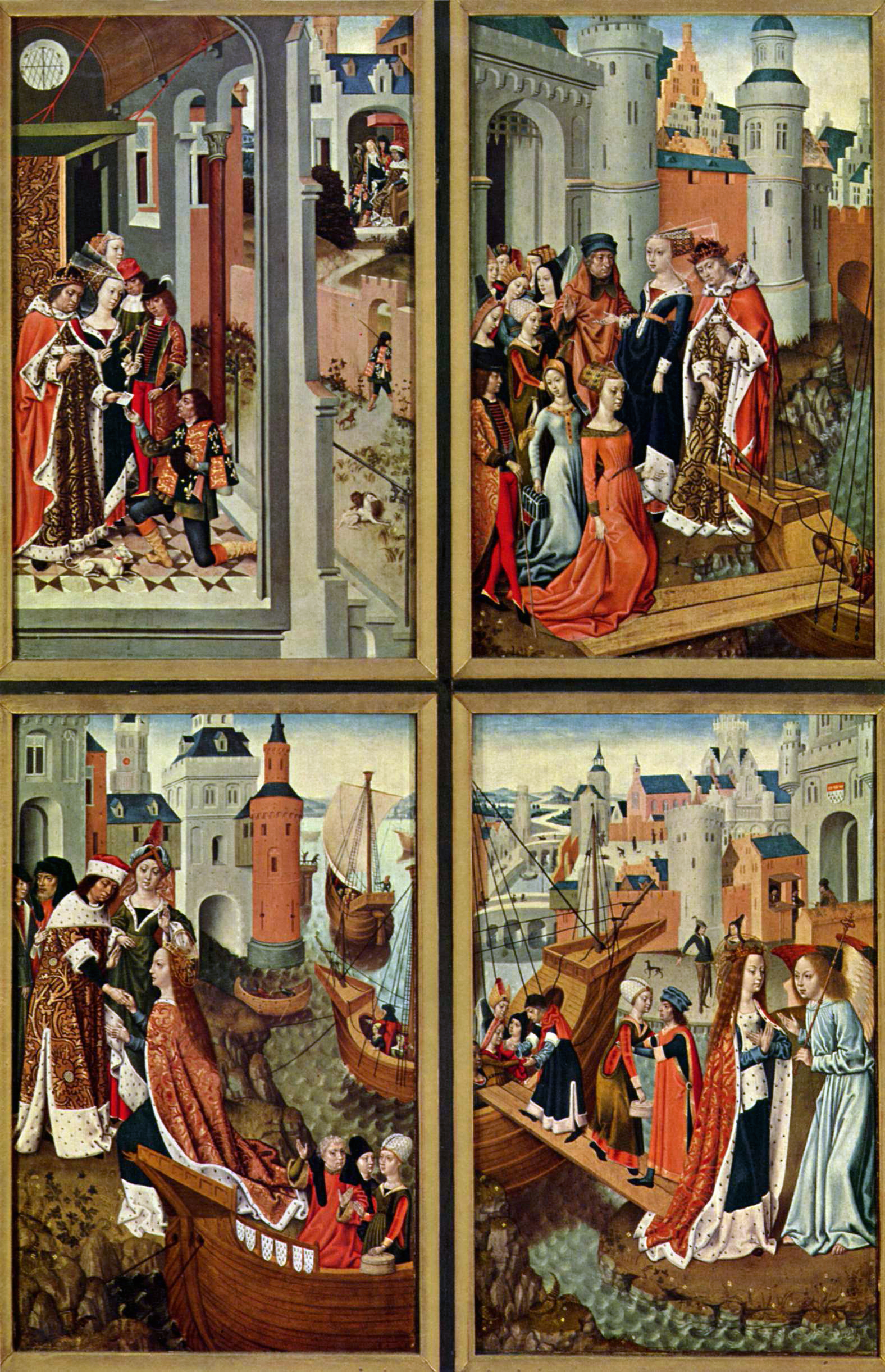
Maestro de la Leyenda de Santa Úrsula, pintor flamenco del siglo xv

Los maestros anónimos son artistas de los que se ignora el nombre, pero cuyas obras han reagrupado los historiadores del arte bajo un nombre convenido. Estos nombres y las obras que se les atribuyen pueden variar según se desarrollan las investigaciones sobre su identidad. En ocasiones, las obras terminan por atribuirse a pintores conocidos.

## Antes del Renacimiento
El artista no tiene una existencia como persona designada por su nombre: por humildad se desvanece ante el tema que pinta, pues se trata generalmente de obras destinadas a la devoción religiosa.
Será así referenciado y designado por el tema de la obra pintada, el del patrocinador o el de su obra principal. Así por ejemplo, el Maestro del San Francesco Bardi es el pintor a quien la familia Bardi encargó la decoración de su capilla en Santa Croce.

## Renacimiento
Recién en el Renacimiento, los artistas adquirieron un nombre reconocido por sus iguales (Giorgio Vasari les lista en su obra Le Vite) y reciba un nombre personal, que puede ser:
- Su nombre real o el de su padre (patronímico):
  - Filippino Lippi por su padre Fra Filippo Lippi
- Un seudónimo que el artista elige, relacionado con su lugar natal o el oficio de su padre:
  - Giuliano da Sangallo trabajó en la puerta de la Iglesia de San Galo
  - Antonio Pollaiuolo, hijo de un criador de pollos
  - Jacopo del Sellaio, por su padre, guarnicionero
  - Los Della Robbia (del toscano robbia, la planta llamada rubia de los tintoreros, oficio de los padres de Luca della Robbia)
  - Masuccio Segondo, discípulo de Masuccio Primo

- Un apodo que lo califica:
  - Il Cronaca, que no para de hablar de las ruinas que ha visto en Roma
  - Daniele da Volterra apodado Il Barghettone (el braguero) por haber tapado los desnudos de la Capilla Sixtina (a petición del papa Pablo IV)[1]
  - Luca della Robbia, por el color pardo que utiliza como ceramista
  - Masaccio, que quiere decir idiota
- Una corporación toma un nombre genérico y lo atribuye a la producción de todos sus miembros:
  - Los maestros campioneses: escultores y constructores de edificios religiosos (Ugo da Campione, Bonino da Campione, Giovanni da Campione, Zenone de Campione, Matteo da Campione)

## Problemas de la atribución de obras en elsigloXX
A principios del siglo xx, ya establecida la noción de pintor reconocido, los historiadores del arte atribuyen las obras inventariadas a pintores conocidos. Después repasan estas atribuciones y asignan a pintores anónimos las obras que no concuerdan con las de su supuesto autor. Por ejemplo, Bernard Berenson había atribuido en 1900 un conjunto de obras a Pier Francesco Fiorentino, pero en 1928, Mason Perkins distinguió un subconjunto que atribuyó a un maestro anónimo, al que dio el nombre de Pseudo Pier Francesco Fiorentino.
Cuando los pintores anónimos son finalmente identificados pero subsiste la duda, sea por falta de pruebas o de consenso académico, el artista suele mantener su denominación como pintor anónimo: tal es el caso de Maestro della Misericordia dell'Accademia, que podría ser Giovanni Gaddi (1333-1383).

## Lista parcial de artistas
Por fecha - A - B - C - D - E - F - G - H - I - J - K - L - M - N - O - P - Q - V - W - X - Y - Z

### Por fecha

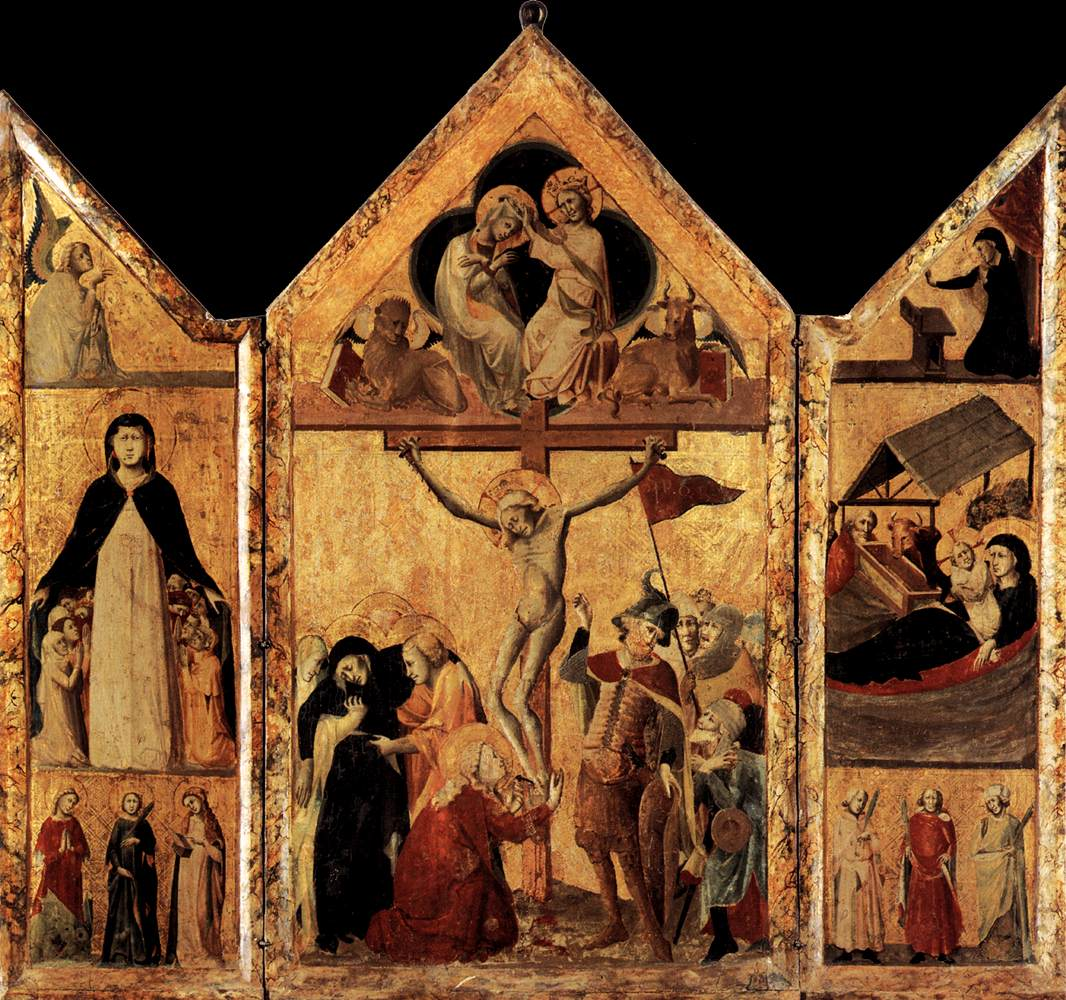
Tríptico, Maestro de 1333, Museo del Louvre (París)

- Maestro de 1302: Pintor italiano de la primera mitad del siglo xiv
- Maestro de 1310: Pintor italiano de los siglos xiii y xiv de Pistoia[2]
- Maestro de 1328: iluminador de manuscritos italiano del siglo xiii
- Maestro de 1333: Pintor de Bolonia con obra en el Museo del Louvre[3]
- Maestro de 1342: Pintor francés de mediados del siglo xiv
- Maestro de 1402: Pintor alemán[2]
- Maestro de 1419: Reconocido como Battista di Biagio Sanguigni
- Maestro de 1423: Grabador alemán en madera
- Maestro de Saint Christophe[2]
- Maestro de 1430: Hay dos maestros anónimos relacionados con este año:
  - Un orfebre y grabador alemán[2]
  - Un grabador alemán en madera[2]
- Maestro de 1437: Grabador alemán de madera[2]
- Maestro de 1441: Grabador alemán[2]
- Maestro de 1445: Pintor suizo[2]
- Maestro de 1446: Grabador francés[2]
- Maestro de 1451: Grabador de madera[2]
- Maestro de 1456: Hay dos maestros anónimos relacionados con este año:
  - Generalmente identifica a Barthélemy d'Eyck.
  - Otro pintor francés[2]
- Maestro de 1461: Grabador alemán de madera[2]
- Maestro de 1462, también llamado Maestro de Weibermacht
- Maestro de 1464, también llamado Maestro de las banderolas, grabador activo en Renania.[4][5]
- Maestro de 1466: ver Maestro E. S.[2]

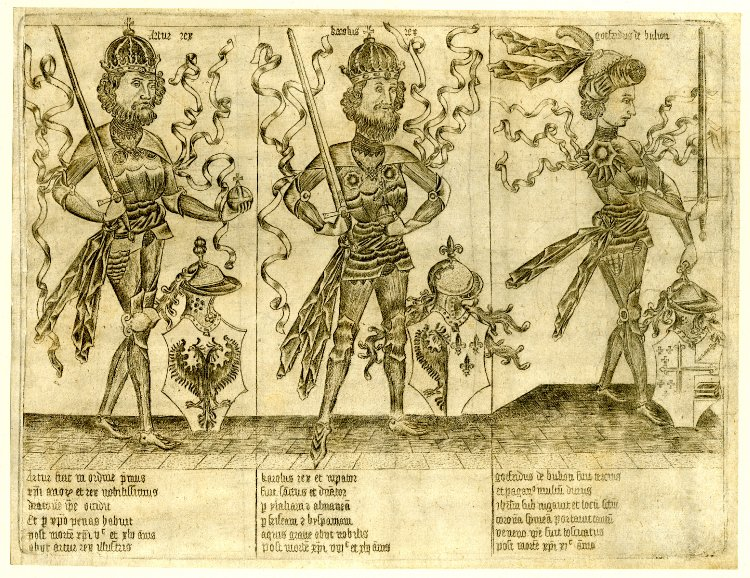
Grabado del rey Arturo, Carlomagno y Godofredo de Bouillon, Maestro de 1464. Museo Británico (Londres)

- Maestro de 1473: Dos pintores llevan este nombre de conveniencia:
  - El Maestro de Brujas de 1473, autor del Tríptico de Jan de Witte, que se expone en los Museos Reales de Bellas Artes de Bélgica en Bruselas.
  - Maestro de Westfalia de 1473, autor del Retablo de santa Ana de la Wiesenkirche de Soest.
- Maestro de 1477: Pintor alemán que trabajó en Augsburgo en el siglo xv[2]
- Maestro de 1479: Grabador alemán[2]
- Maestro de 1480: Pintor, dibujante y grabador alemán también llamado «Maestro del Libro Diario»[2]
- Maestro de Brujas de 1482: Ilustrador flamenco
- Maestro de 1487: Pintor de escenas mitológicas[2]
- Maestro de 1488: ver Maestro de Moulins[2]
- Maestro de 1499 o Maestro de Brujas de 1499: Autor del Díptico con Margarita de Austria adorando a la Virgen, expuesto en el Museo de Bellas Artes de Gante.[6]
- Maestro de 1504 o «Maestro de Alkmaar»[2]
- Maestro de 1515: Grabador de Italia[2]
- Maestro de 1518: Pintor flamenco[2]
- Maestro de 1527: Pintor y diseñador holandés[2]
- Maestro des années 1540: Retratista francés o flamenco[2]
- Maestro de 1551: Grabador alemán[2]

### A
- Maestro de la Abadía de Afflighem: también llamado Maestro de la vida de San José[7]
- Maestro de la Abadía de los Benedictinos de Viena o Maestro de la Abadía de los Escoceses de Viena, autor del Cristo afligido, de 1469, que se conserva en dicha abadía y en el Palacio de Belvedere[8]
- Maestro de la Abadía de Dilighem o Maestro de Amberes de 1518[9]
- Maestro de la Abadía de San Lamberto: Pintor austríaco[9]
- Maestro del Ábside Ghislieri: Pintor de composiciones religiosas[9]
- Maestro de la Adoración de los Magos del Prado
- Maestro de la Adoración von Groote: pintor manierista flamenco de composiciones religiosas[9]
- Maestro de la Adoración de Karlsruhe: Pintor italiano[9]
- Maestro de la Adoración Khanenko: Pintor de temas religiosos[9]
- Maestro de la Adoración de Lille: Pintor flamenco
- Maestro de la Adoración de Milán: Pintor flamenco[9]
- Maestro de la Adoración de Estrasburgo: Pintor alemán[9]
- Maestro de la Adoración de Turín: Pintor flamenco
- Maestro de la Adoración de Viena
- Maestro de la Adoración de Ferrara: Pintor de temas religiosos[10]
- Maestro de Albâtre: Escultor gótico tardío[9]
- Maestro de los Albertini: Pintor que trabajó en Siena aproximadamente entre 1290 y 1320
- Maestro de los Álbumes de Egmont: Dibujante holandés[10]
- Maestro de Alcira: Pintor español
- Maestro del Alexandre de Wauquelin: Ilustrador flamenco del siglo xv
- Maestro de Alkmaar, también conocido como Maestro de 1504 o Maestro de las Siete Obras de Misericordia[10]
- Maestro de Almudévar: Pintor español, identificado como Juan de la Abadía el Viejo[10]
- Maestro del Alto Rin, ver Maestro del Jardín del Paraíso de Fráncfort
- Maestro de Ambierle: Pintor que trabajó en Borgoña[10]
- Maestro de l'Amiénois: Pintor flamenco primitivo[10]
- Maestro del Antiguo Libro de Oración de Maximiliano o Maestro del Primer Libro de Oración de Maximiliano: iluminador flamenco de los siglos xv y xvi, identificado generalmente como Alexander Bening.[11]
- Maestro del Ancla o Maestro B. R.[10]
- Maestro del Asno de Balaam: Grabador alemán[10]
- Maestro de los Ángeles o Maestro de San José[10]
- Maestro de los ángeles caídos: pintor que trabajó en Siena durante el siglo xiv
- Maestro de Anna Selbdritt en el Louvre: Pintor holandés[10]
- Maestro de Ana de Bretaña: Pintor e ilustrador parisino activo de 1480 a 1510 identificado como Jean d'Ypres
- Maestro de Anne de Graville: Ilustrador del siglo xvi, colaborador de Étienne Colaud
- Maestro de los Años Cuarenta[10]
- Maestro de la Anunciación de Aix, identificado como Barthélemy d'Eyck[10]
- Maestro de la Anunciación de Augsburgo o Maestro de la Vida de la Virgen de Bondy[10]
- Maestro de la Anunciación a los pastores: Pintor italiano de motivos religiosos y alegóricos[10]
- Maestro de la Anunciación de Gardner: Pintor italiano[10]
- Maestro de Antoine de Bourgogne: Ilustrador flamenco activo entre 1460 y 1480[10]
- Maestro del Apocalipsis de Berry: Ilustrador parisino del siglo xv
- Maestro de Apolo y Daphne o Maestro de la Leyenda de Apolo y Dafne[12]
- Maestro de los Apóstoles de la Catedral de Halle: Escultor alemán[12]
- Maestro de los Apóstoles de la Catedral de Paderborn: Escultor alemán[12]
- Maestro de los Apóstoles de Freiberg: Escultor alemán[12]
- Maestro de los Apóstoles de Ulm: Escultor alemán[12]
- Maestro de los Apóstoles de Wiener-Neustadt: Escultor austriaco[12]
- Maestro de Aquiles: Pintor de jarrones[9]
- Maestro Aretino: Pintor italiano de temas religiosos[12]
- Maestro de Arévalo: Pintor español[12]
- Maestro de los Argonautas: Pintor italiano de temas religiosos y mitológicos[12]
- Maestro de Arguis: Pintor español[12]
- Maestro de los Aringhieri o Maestro de los Albertini
- Maestro de Armisén: Se trata de Francisco Giner, pintor español[12]
- Maestro de las armaduras: Pintor español[13]
- Maestro de Artés: pintor español, activo entre fines del siglo xv y principios del xvi[14]

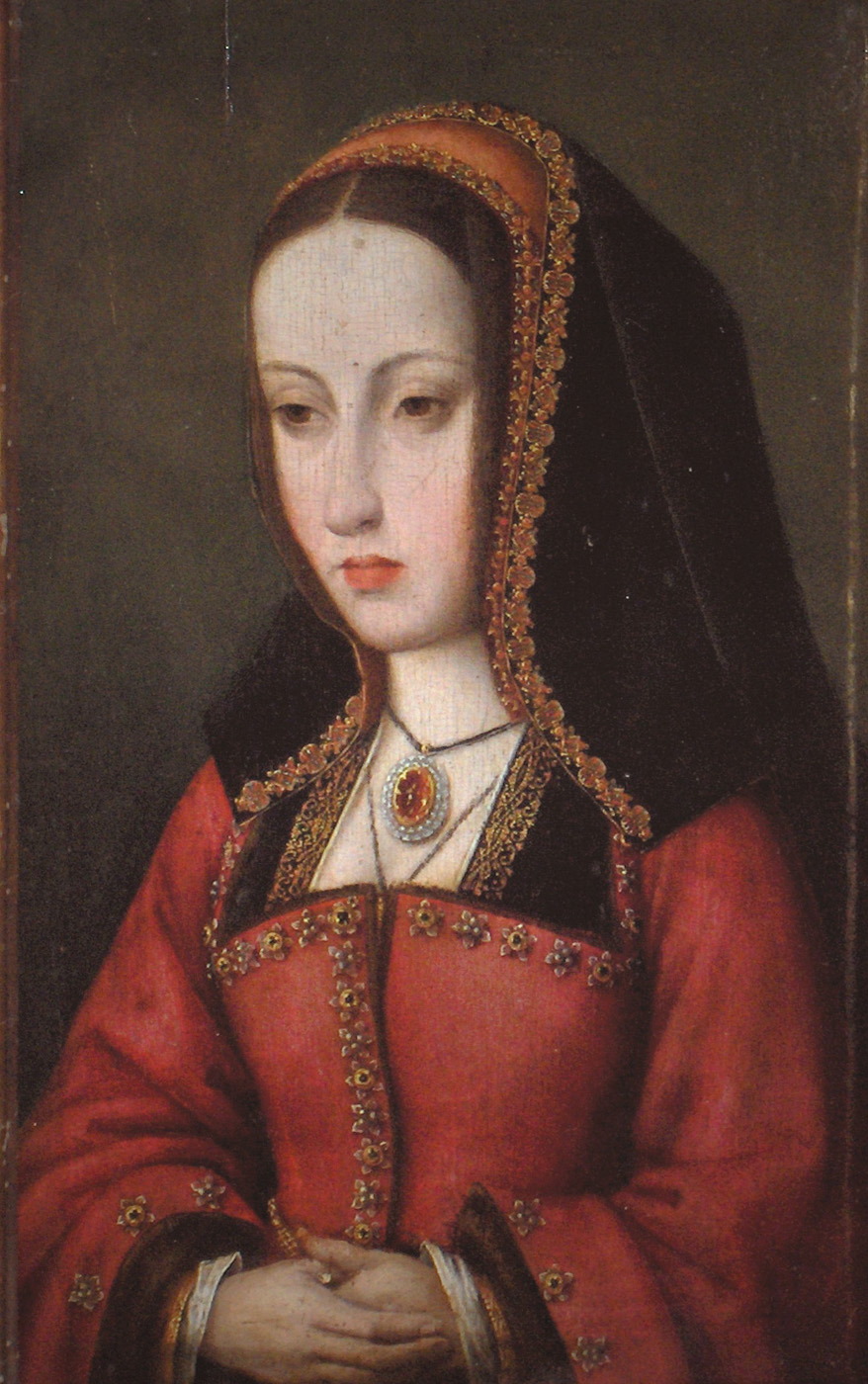
Juana I de Castilla, Maestro de la abadía de Afflighem. Museo Nacional de Escultura (Valladolid)

- Maestro de la Asunción de María: ver Albrecht Bouts[12]
- Maestro de la Asunción de Bonn: Pintor holandés[12]
- Maestro de la Asunción de la Madelaine de Johnson: Pintor de temas religiosos y mitológicos[12]
- Maestro de Astorga:[15] Pintor español[12]
- Maestro del Altar de Albert o Albrecht: Pintor austriaco[16][17] que debe su nombre al altar que realizó para la iglesia de Innere Stadt de Viena, la Anunciación del Ángel a Joaquín, 1438, Galería Austriaca, Viena
- Maestro del Altar de los Agustinos o Maestro del Retablo de los Agustinos: Pintor de temas religiosos alemán[16]
- Maestro del Altar de Bamberg de 1429: Pintor alemán[16]
- Maestro del Altar de Cadolzburg: Pintor alemán[16]
- Maestro del Altar de Eichstätt: Escultor alemán[16]
- Maestro del Altar Fabriano: Pintor italiano de temas religiosos[16]
- Maestro del Altar Imhoff o Maestro del Retablo Imhoff
- Maestro del Retablo de Isenheim, identificado como Nicolas de Haguenau[16]
- Maestro del Altar de Kefermarkt: Escultor austríaco en madera[16]
- Maestro del Altar Lautenbach: Escultor francés[16]
- Maestro del Altar de Litomerice: Pintor bohemio de temas religiosos[16]
- Maestro del Altar Löffelholz: Pintor alemán[18]
- Maestro del Altar de Lombeck: Escultor flamenco[18]
- Maestro del Altar de María de Lisboa: Pintor flamenco[18]
- Maestro del Altar Mascoli: Escultor italiano[18]
- Maestro del Altar de Nürtingen o Maestro C. W. de 1516
- Maestro del Altar de Oberstein: Pintor alemán[18]
- Maestro del Altar de Pirano: Pintor italiano[18]
- Maestro del Altar del Sagrario de la Catedral de Palencia, identificado como el escultor Juan Ortiz el Viejo I[18]
- Maestro del Altar de San Jerónimo o Maestro A. D.
- Maestro del Altar de Santa Bárbara: Pintor de composiciones religiosas[18]
- Maestro del Altar de Schnewlin: Escultor alemán[18]
- Maestro del Altar de Sterzing o Maestro de los Paneles del Altar de Sterzing
- Maestro del Altar de Strache: Pintor alemán[18]
- Maestro del Altar de Talheimer: Pintor alemán
- Maestro del Altar de Tegernsee: Pintor alemán[18]
- Maestro del Altar de los Tucher: Pintor alemán[18]
- Maestro del Altar de Wiener-Neustadt de 1447: Pintor austríaco[19]
- Maestro del Altar de Wolfgang: Pintor alemán[19]
- El Maestro de Ávila puede ser:
  - Gabriel del Barco o García del Barco, pintor español
  - Un escultor español llamado Maestro de Ávila o Maestro del Cristo Triunfante[20]

### B

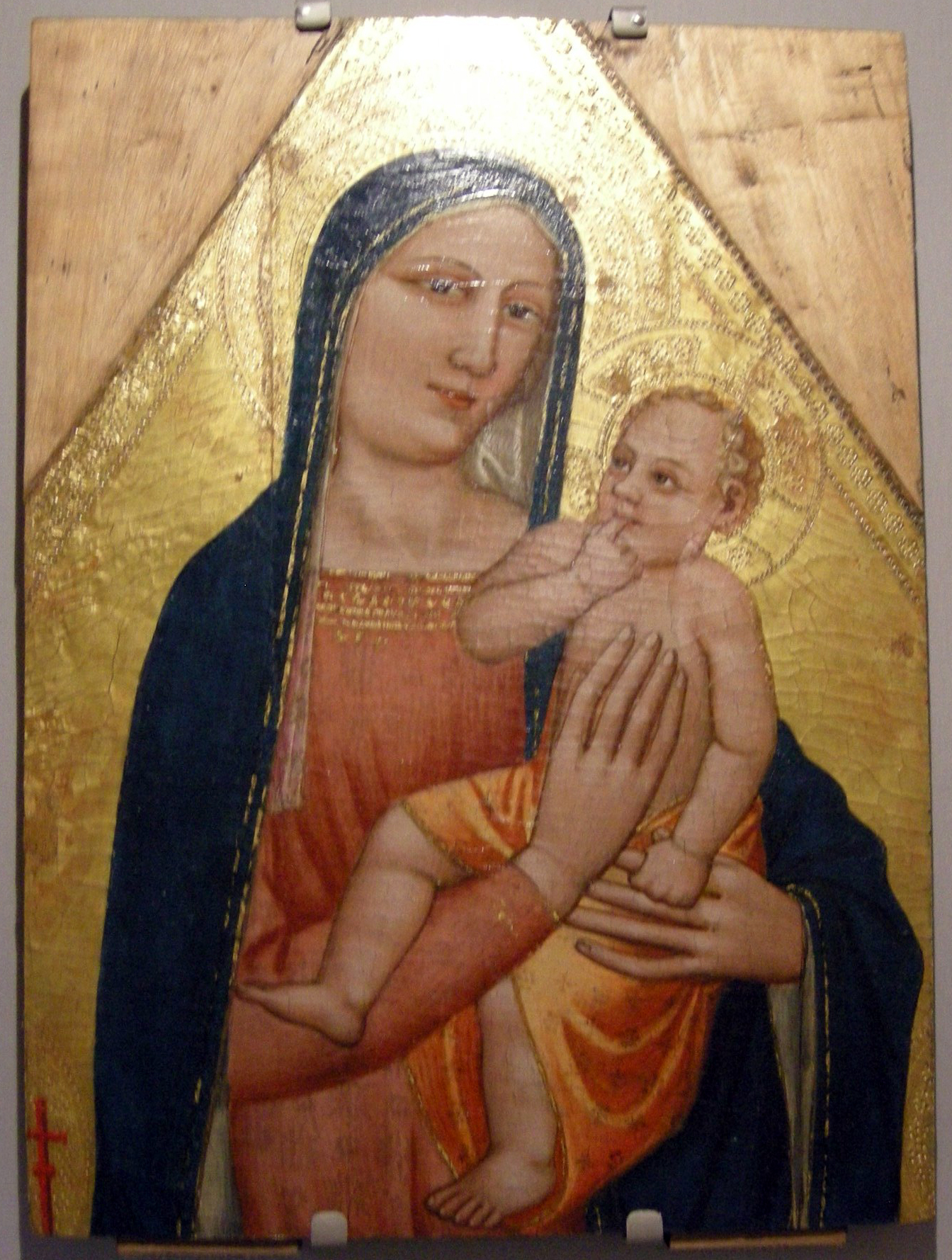
Virgen con el Niño, Maestro de Barberino. Museo d'Arte Sacra di Incisa Val d'Arno (Incisa in Val d'Arno)

- Maestro de Badia en Isola: Pintor, autor de un retablo del mismo nombre.[21]
- Maestro de Balaam: Ilustrador alemán
- Maestro de Baltimore: Miniaturista y pintor gótico activo en Cataluña en el siglo xiv
- Maestro del Bambino Vispo: pintor italiano[22]
- Maestro de las banderolas: grabador activo en Castilla en la segunda mitad del siglo xv[23][24]
- Maestro de los Naipes: Grabador alemán[25]
- Maestro de Barberino: Pintor italiano[26]
- Maestro de Bargello o Maestro de Tonde de Carrand
- Maestro de la Batalla de Angliari: Pintor italiano[19]
- Maestro de la Batalla de Würzburg: Pintor alemán de composiciones religiosas y bélicas[19]
- Maestro de Becerril: Pintor castellano del siglo xvi[27]
- Maestro de las Horas Bedford: iluminador francés del siglo xv[28]
- Maestro de las Beguinas: Pintor francés de composiciones con personajes[19]
- Maestro de la Bella Alemana: Escultor alemán[19]
- Maestro de la Bella Madona de la Iglesia de Saint-Sebald de Núremberg: Escultor alemán[19]
- Maestro de Bérgamo, pintor del xvi, autor de Alegoría de la música[29]
- Maestro de los Pastores: Escultor alemán[19]
- Maestro Bertram: Pintor gótico alemán
- Maestro de la Biblia de Admont: Ilustrador austriaco[19]
- Maestro de la Biblia de Jean de Sy, también llamado "Maître aux boqueteaux", iluminador activo en París entre 1355 y 1380.[30]
- Maestro de la Biblia de Lübeck: Ilustrador y grabador sobre madera flamenco de los siglos xv y xvi
- Primer Maestro de la Bible Historiale de Jean de Berry: iluminador francés de finales del siglo xiv
- Maestro Biduino: Escultor italiano del siglo xii
- Maestro del Bigallo: Pintor italiano de la primera mitad del siglo xiii
- Maestro bizantino del Crucifijo de Pisa: Artista griego del siglo xiii
- Maestro de Blütemberg: Escultor alemán en madera[19]
- Maestro del Boccacio de Brujas: Grabador holandés[19]
- Maestro del Boccacio de Ginebra: Ilustrador francés del siglo xv
- Maestro del Boccacio de Múnich: Ilustrador francés, hijo sin duda de Jean Fouquet
- Maestro del Boecio Flamenco: Ilustrador flamenco de finales del siglo xv
- Maestro del Boecio Lallemant: Ilustrador francés de los siglos xv y xvi
- Maestro de Bohí: Pintor español[31]
- Maestro de Boilly: Ilustrador de Lyon del siglo xv, perteneciente al taller de Guillaume Lambert

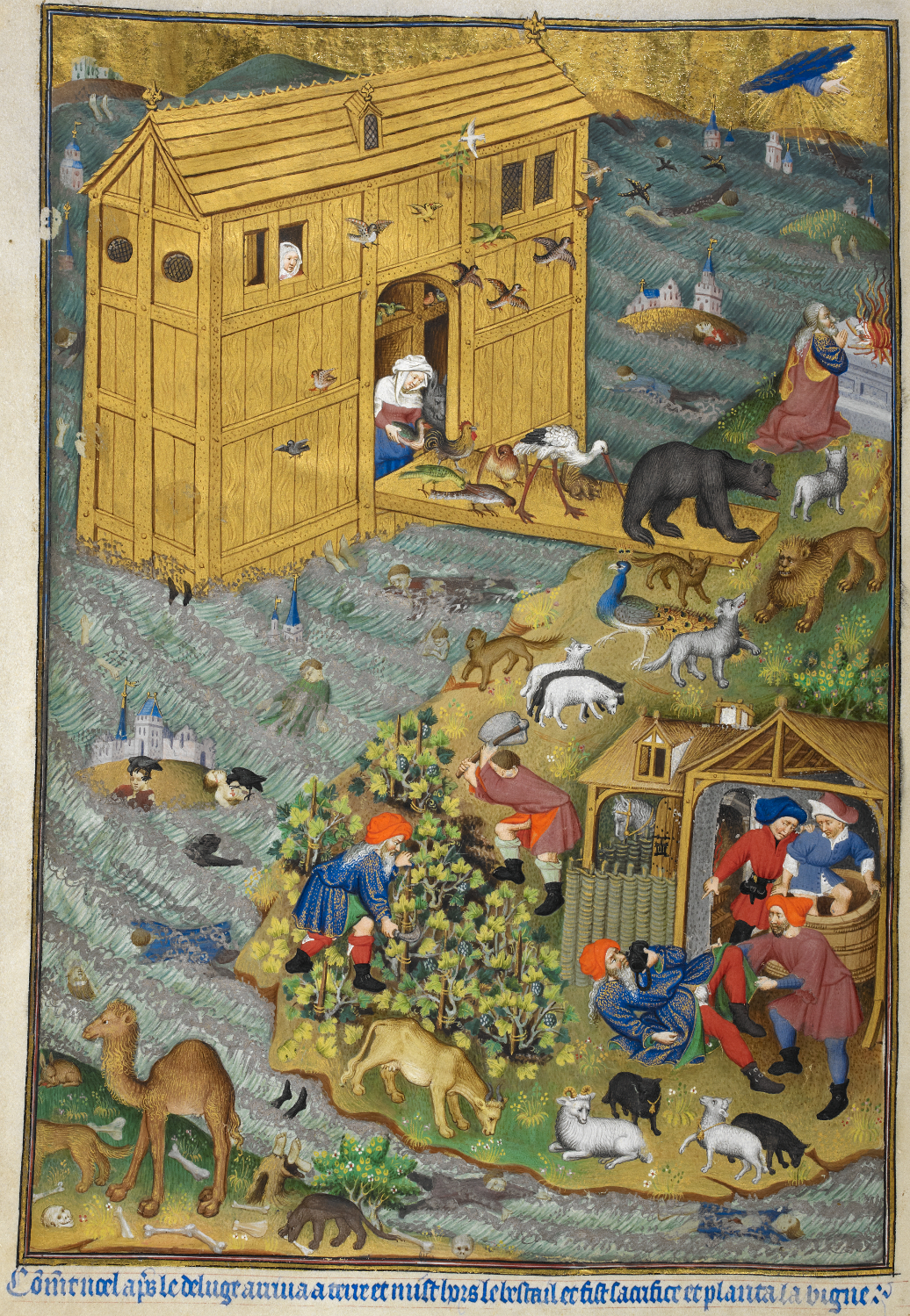
Arca de Noé, Horas Bedford, f.16v. Biblioteca Británica (Londres)

- Maestro Bonnat: Pintor aragonés del siglo xv
- Maestro de Boucicaut o Maestro del Mariscal Boucicaut: iluminador flamenco activo entre 1398 y 1404, quizás Jacques Coene.[32]
- Maestro de Bressanone: Dibujante italiano[33]
- Maestro del Breviario de Juan sin Miedo: iluminador activo en París, trabajó con los hermanos Limbourg en la decoración de los márgenes de sus manuscritos.[34]
- Maestro de Brujas de 1480: ver
- Maestro de Budapest: Pintor húngaro o italiano de composiciones religiosas[33]
- Maestro del Buen Dios de Amiens: Escultor francés[19]
- Maestro del Buen Dios de Reims: Escultor francés[19]
- Maestro de Burnham: Pintor español, identificado como Bonanat Zaortiga[35]

### C
- Maestro de Cabanyes, identificado como Vicente Macip[36]
- Maestro de Cabestany: Escultor francés o español del siglo xii
- Maestro del Caduceo, identificado como Jacopo de'Barbari o Jacob Welsh[37]
- Maestro de Calci: Pintor pisano de mediados del siglo xiii
- Maestro de Calzada: Pintor español[37]
- Maestro del Calvario Wasservass: Pintor de la escuela de Colonia, hacia 1415-1435
- Maestro de Cammerlander: Dibujante francés[37]
- Maestros campioneses: Grupo de escultores italianos oriundos de Campione d'Italia
- Maestro de Campodonico: Pintor italiano del Trecento
- Maestro de la Capilla de San Nicolás: Pintor italiano

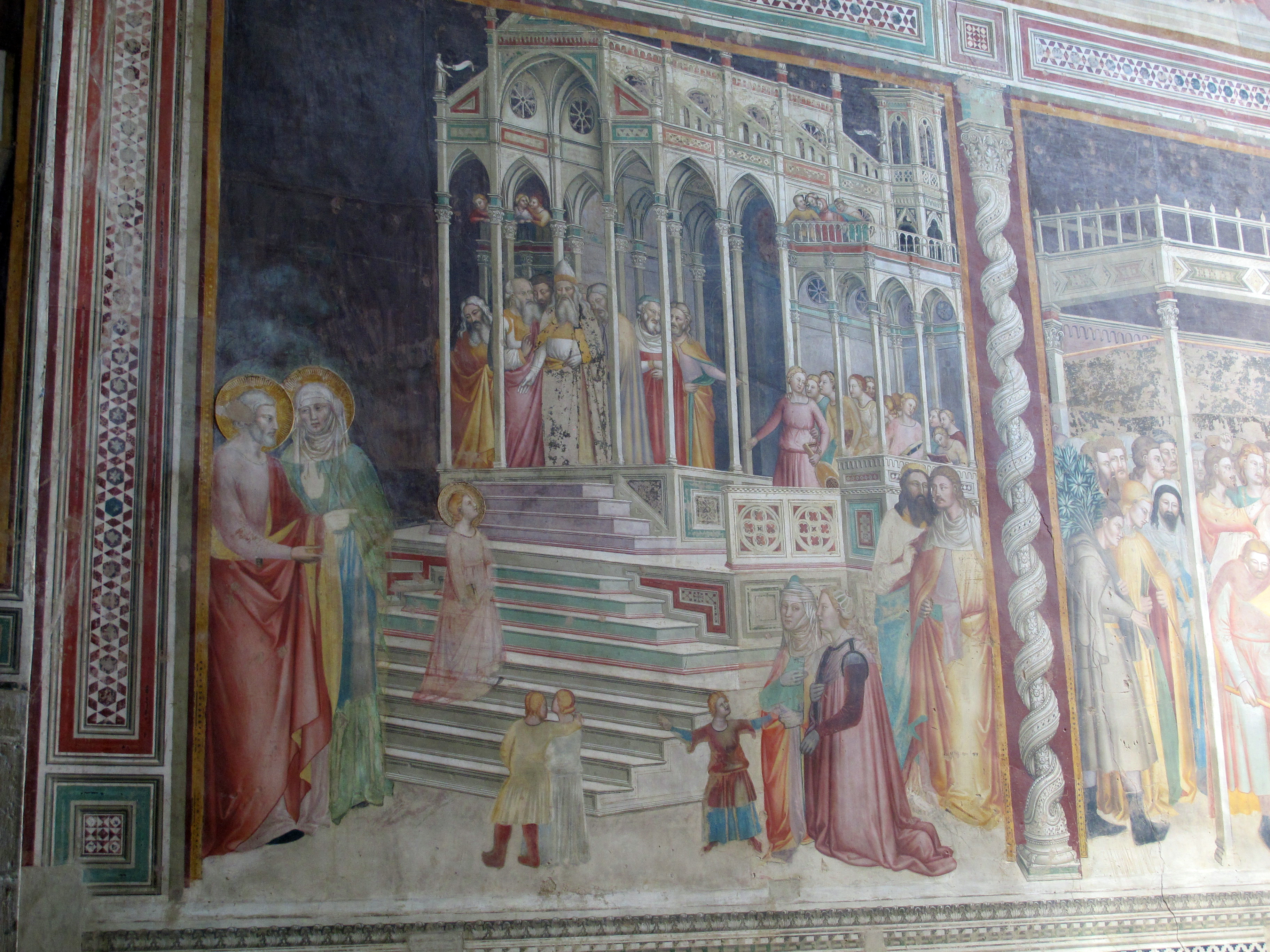
Fresco de la Capilla Rinuccini (Basilica di Santa Croce (Florencia)

- Maestro de la Capilla Rinuccini, identificado con Matteo di Pacino[38]
- Maestro del Cardenal de Borbón: ilustrador activo en Francia a finales del siglo xv
- Maestro de Cardona: identificado como Pere Vall[39]
- Maestro de Carmignano: Pintor italiano de composiciones religiosas[37]
- Maestro del Castillo de Manta: Pintor gótico italiano
- Maestro de Castelnuovo Scrivia, identificado como Franceschino da Castelnuovo-Scrivia[37]
- Maestro de Castelsardo: Pintor italiano[37]
- Maestro de Castelseprio: Pintor italiano autor de los frescos de la iglesia de Santa Maria foris portas de Castelseprio, en la provincia de Varese
- Maestro de Catalina de Clèves: ilustrador flamenco[37]
- Maestro del Campeón de las Damas: ilustrador y pintor francés de cartones para tapices
- Maestro de Chandelle, identificado como Trophime Bigot
- Maestro de Chantilly: Pintor italiano[37] identificado como Maso di Banco
- Maestro de Chaource, Maestro de Santa Marta o Maestro de las Figuras Tristes: Escultor francés[37]
- Maestro de la Capilla Bracciolini de la iglesia de san Francisco de Pistoia: Pintor italiano de composiciones religiosas[37]
- Maestro de Carlos de Francia: ilustrador francés del siglo xv identificado generalmente como Jean de Laval
- Maestro de Carlos de Maine: ilustrador francés del siglo xv
- Maestro de la Cartuja de Estrasburgo: Escultor francés[40]
- Maestro del Castillo de Lichtenstein o Maestro de la Pasión de Lichtenstein: Pintor austriaco[40]
- Maestro del Claustro de los Naranjos, identificado como Giovanni Consalvo, pintor los frescos del mencionado claustro de la Badia Fiorentina
- Maestro de los Coros: Pintor polaco[40]
- Maestro de la Crónica de Inglaterra: ilustrador flamenco del siglo xv
- Maestro de la Crónica de Lirar o Maestro de Terence de Ulm
- Maestro de la Crónica escandalosa: ilustrador parisino del siglo XVI
- Maestro de Città di Castello Pintor activo en Siena aproximadamente de 1290 a 1320

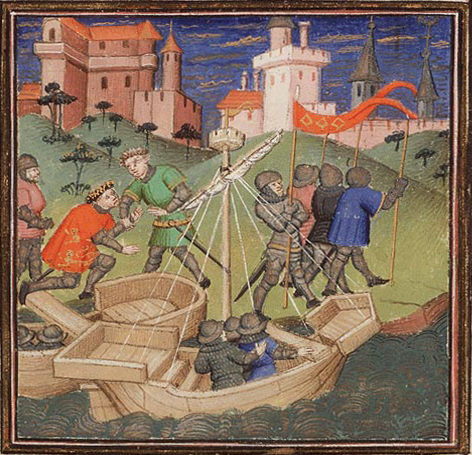
Invasión de Inglaterra por Guillermo el Conquistador, Maestro de la Ciudad de las damas. Biblioteca Real Neerlandesa (La Haya)

- Maestro de la Ciudad de las Damas o Maestro de Christine de Pizan, ilustrador de La ciudad de las damas, de Christine de Pizan
- Maestro de Claudia de Francia, ilustrador francés del siglo XVI
- Maestro del Códice de San Jorge, pintor e ilustrador florentino de la primera mitad del siglo XIV
- Maestro de las Clarisas, identificado como Rinaldo da Siena
- Maestro de Coëtivy: Pintor e ilustrador francés del siglo xv[40]
- Maestro del Corazón Enamorado: Ilustrador[40] generalmente identificado con Barthélemy d'Eyck
- Maestro de la Colección de Sigmaringen: Pintor alemán[40]
- Maestro de la Colección Hirscher, identificado como Bernhard Strigel
- Maestro de la Colección Pacully
- Maestro Colin: Pintor francés del siglo xv y principios del xvi
- Maestro de Colmar, identificado como Matthias Grünewald
- Maestro del Compás: Grabador italiano[40]
- Maestro de la conquista de Mallorca
- Maestro Conrad, identificado como Conrad Soest
- Maestro de las Consolas de Rufach: Escultor francés[40]
- Maestro de Corbeil: Escultor francés[40]
- Maestro de los Cortejos: Pintor francés de personajes y figuras[40]
- Maestro de los Colores, identificado como Jean Bellegambe
- Maestro de la Coronación de la Virgen: ilustrador parisino de principios del siglo xv
- Maestro di Crea o Maestro de la Capilla de Santa Margarita de Crea, pintor italiano, probablemente padre o hermano de Gian Martino Spanzotti
- Maestro de los Crucifijos Azules: Pintor italiano del siglo xiii
- Maestro de los Crucifijos Franciscanos: Pintor italiano del siglo xiii
- Maestro de la Crucifixión Grigg: Pintor italiano identificado como Giovanni Toscani

### D

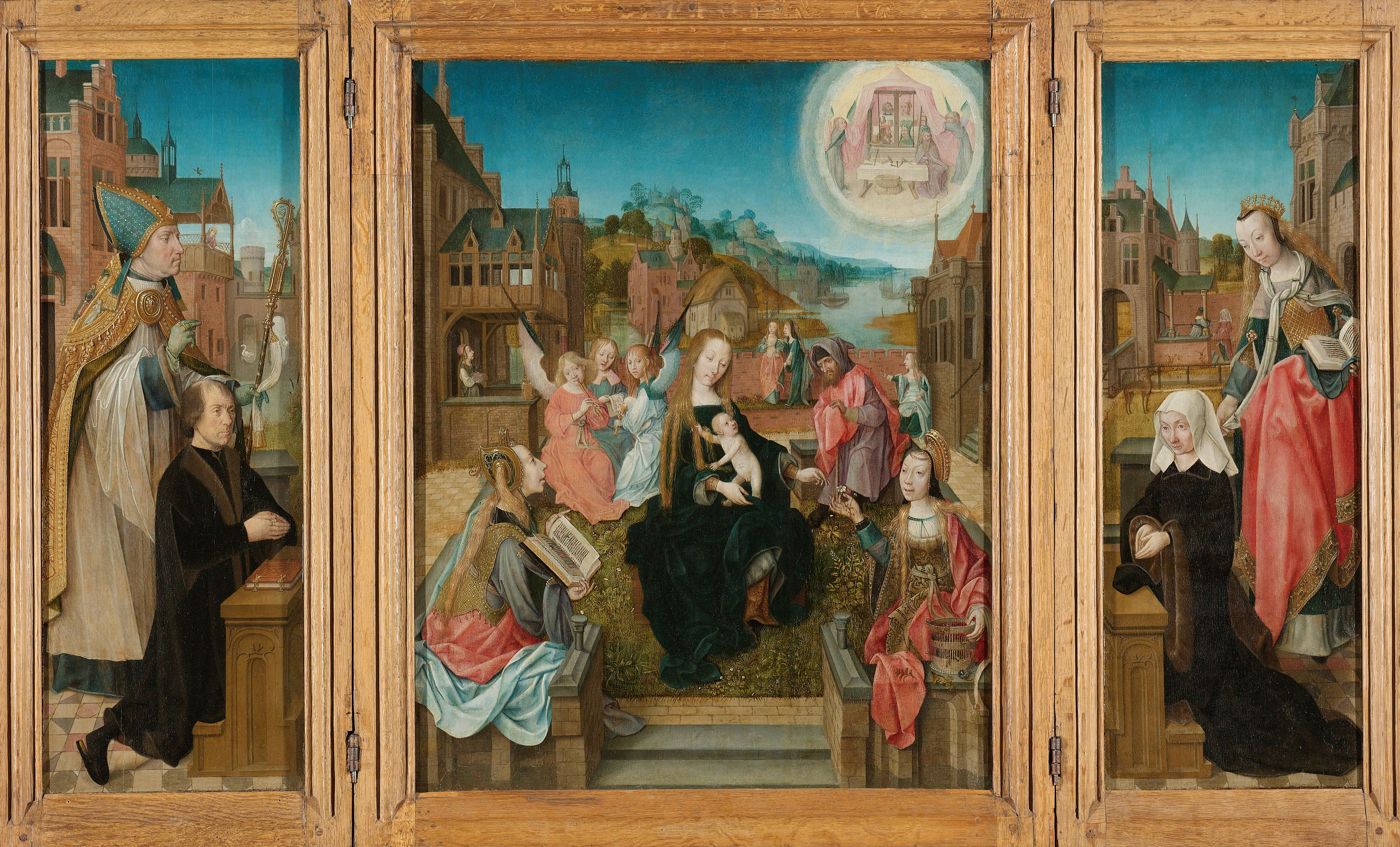
Tríptico, Maestro de Delft, Museum Catharijneconvent (Utrech)

- Maestro del Dado: Grabador italiano del siglo xvi[41]
- Maestro de Delft: Pintor primitivo flamenco[42]
- Maestro del Descendimiento Figdor: Pintor flamenco del sigloxv  cuyo descendimiento, perteneciente a la colección Figdor, fue destruida en la Segunda Guerra Mundial
- Maestro del Dípilon: Pintor de cerámica griega de la antigua Atenas
- Maestro della Dormitio di Terni: Pintor italiano, autor del fresco Dormitio Virginis de la iglesia de San Pedro de Terni.
- Maestro de Dreux Budé: Pintor e ilustrador del siglo xv, identificado generalmente como André d'Ypres
- Maestro de Dunois, pintor e ilustrador parisino del siglo xv

### E
- Maestro del Échevinage de Rouen: ilustrador francés de la segunda mitad del siglo xv
- Maestro de Eduardo IV: Ilustrador flamenco del siglo xv
- Maestro de las Efigies Dominicas: Pintor e ilustrador toscano del siglo xiv
- Maestro Egerton: iluminador activo en las dos primeras décadas del siglo xv[43][44]
- Maestro de Elsloo: Escultor holandés activo hacia 1500
- Maestro de las Entradas Parisinas: Ilustrador francés del siglo xvi identificado como Jean Coene IV
- Maestro de la Epifanía de Bruselas: Pintor flamenco activo durante el primer tercio del siglo XVI[45]
- Maestro de la Epifanía de Fiesole: Pintor florentino del siglo xv[46]
- Maestro E. S.: Grabador y orfebre alemán activo en la región del Rin superior entre 1440 y 1468
- Maestro del Escrivá: Miniaturista y pintor gótico activo en Cataluña durante la primera mitad del siglo xiv
- Maestro de Estopiñán: Pintor, posiblemente italiano, activo en Aragón o Cataluña en el segundo tercio del siglo xiv
- Maestro de los Estudios de Paños o Maestro de los Círculos de Coburgo: Pintor y dibujante alsaciano del último tercio del siglo xv
- Maestro de Étienne Poncher: ilustrador activo en París entre 1490 y 1510

### F

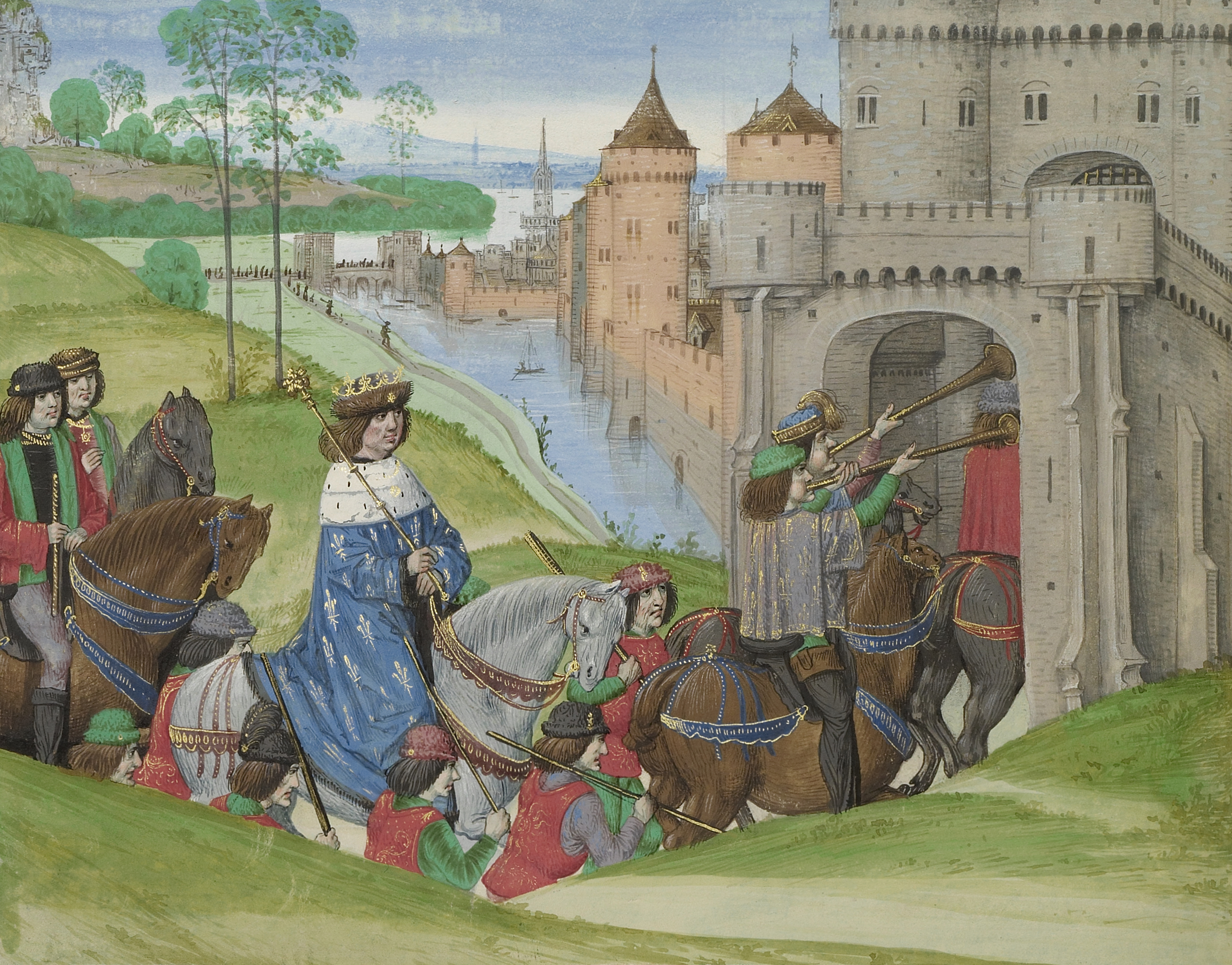
Luis II de Anjou entrando en París. Crónicas de Froissart, Museo Getty.

- Maestro de Fastolf: ilustrador francés del siglo xv
- Maestro de Fernando da Lucena o Maestro de Johannes Gielemans: Ilustrador bruselense del siglo xv
- Maestro del Follaje Bordado: Pintor flamenco o grupo de pintores activos en Brujas y Bruselas a finales del siglo xv[47]
- Maestro de Figline: Pintor italiano activo en Toscana y Umbría en el siglo xiv
- Maestro dei Fiori Guardeschi
- Maestro del Fitzwilliam 268: ilustrador flamenco del siglo xv
- Maestro del Flavius Josephe del Museo Soane: ilustrador flamenco del siglo xv
- Maestro de Flémalle: identificado como Robert Campin (entre 1378-1445), pintor del Condado de Henao
- Maestro de Flore: Pintor activo en Fontainebleau a finales del siglo xvi
- Maestro de los Florida: Pintor gótico activo en Teruel hacia 1460-1470
- Maestro de la Fuente de la Vida: pintor activo en los Países Bajos alrededor de 1511
- Maestro de Fossa: pintor y escultor italiano activo en Umbría y los Abruzzos en el siglo XIV
- Maestro de Fráncfort: pintor activo en Amberes en los siglos xv y xvi
- Maestro François: ilustrador parisino del siglo xv
- Maestro de François de Rohan: Ilustrador y dibujante parisino del siglo XVI
- Maestro de San Francisco: Pintor italiano activo en Umbría (Italia), en la Basílica de San Francisco de Asís.[48]
- Maestro Francke: Pintor gótico alemán

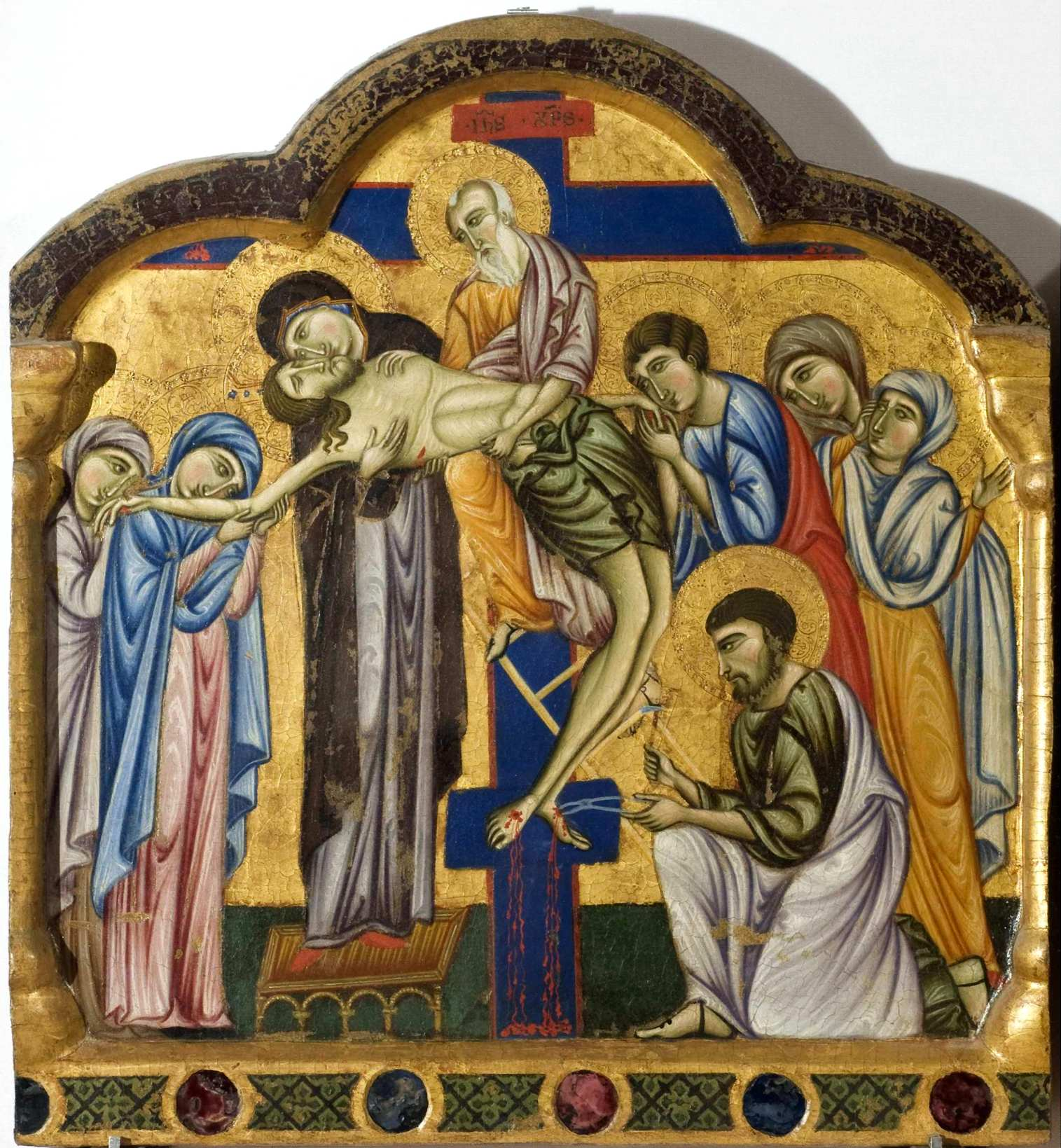
Descendimiento de la Cruz, Maestro de San Francisco. Galería Nacional de Umbría (Perugia)

- Maître du Froissart du Getty: ilustrador flamenco del siglo xv
- Maestro del Froissart de Philippe de Commynes: ilustrador flamenco identificado como Philippe de Mazerolles

### G
- Maestro de Gagliano: Pintor activo en Florencia en el siglo xiii
- Maestro del Getty: Ilustrador francés del siglo xv
- Maestro del Girard Acarie: Ilustrador francés del siglo XVI, autor de los dibujos del Roman de la Rose
- Maestro del Gerardo de Rosellón: ilustrador flamenco del siglo xv, identificado como Jehan Dreux
- Maestro de la Glorificación de María: Pintor de la escuela de Colonia, activo en la segunda mitad del siglo xv
- Maestro de las Grisallas con Flores de Lis: Ilustrador del siglo xv activo en Lille
- Maestro de Grosslobming: Escultor austriaco activo hacia 1415.[49]
- Maestro del Gremio de San Jorge: Pintor flamenco del siglo xv
- Maestro de Guillaume Lambert: Ilustrador francés del siglo xv
- Maestro de Guillebert de Metz, ilustrador flamenco del siglo xv
- Maestro de Guy de Laval o Maestro de Guise: Ilustrador francés del siglo xv

### H
- Maestro del Hannibal de Harvard, ilustrador parisino del siglo xv
- Maestro de Hausbuch
- Maestro de Heiligenkreuz, activo en Francia alrededor de 1400[50]
- Maestro de las Horas Ango, ilustrador francés del siglo xvi
- Maestro de las Horas Llangattock, ilustrador flamenco del siglo xv
- Maestro du Hiéron, ilustrador flamenco del siglo xv
- Maestro del Hijo Pródigo: Pintor flamenco, activo en Amberes en el segundo tercio del siglo xvi
- Maestro de la Historia Antigua: Ilustrador francés del siglo xv
- Maestro de Hohenfurth
- Maestro de Hoogstraeten: Pintor activo en Amberes alrededor de 1500

### I

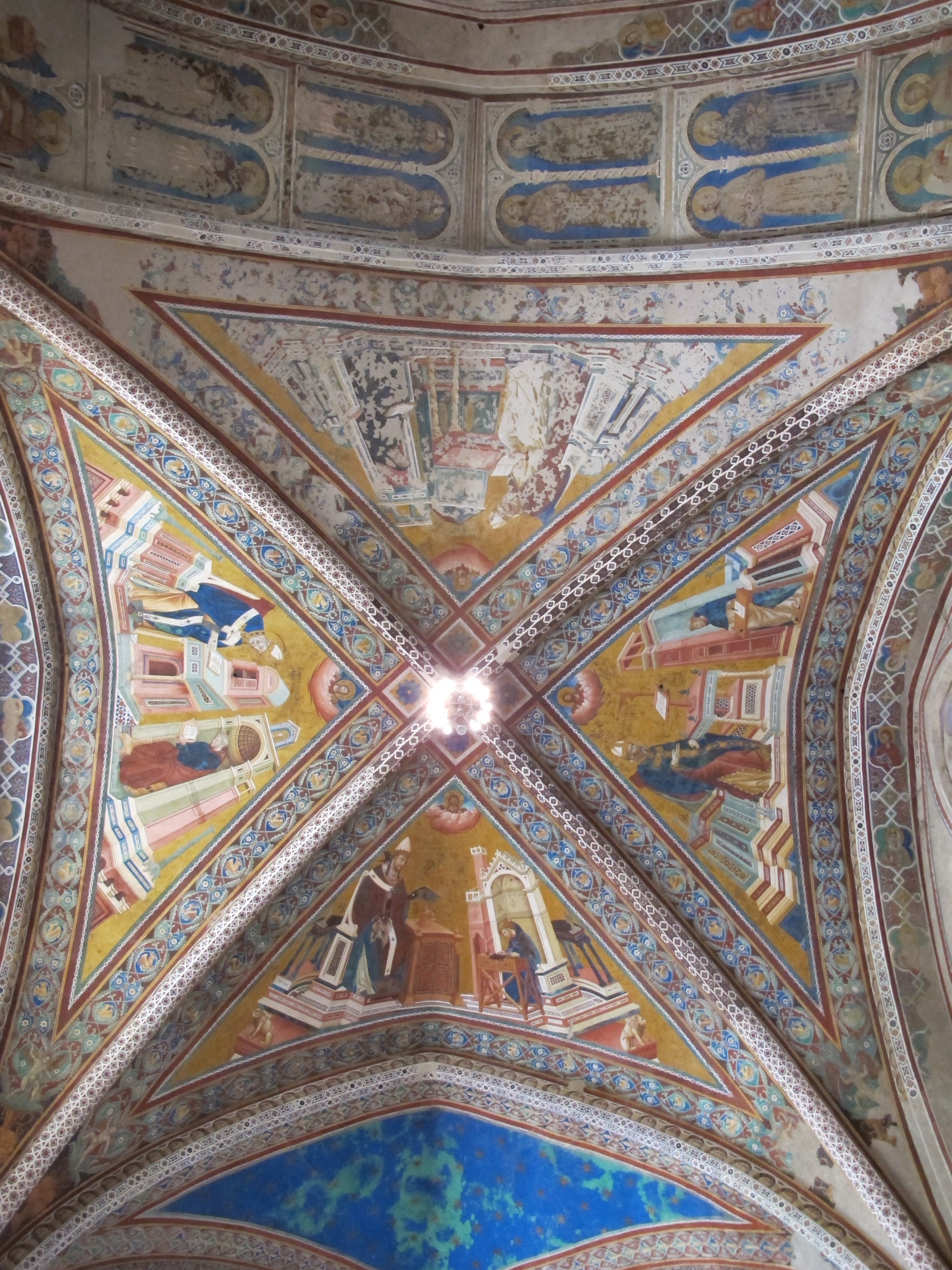
Doctores de la Iglesia, fresco atribuido al Maestro de Isaac. Basílica de San Francisco de Asís

- Maestro de Isaac.[51] Millard Meiss lo identificó con un joven Giotto, pero su postura no es unánimemente compartida por otros historiadores[52]
- Maestro I. A. M. de Zwolle, orfebre y grabador holandés anónimo. Su trabajo más complicado fue una serie de grabados de la Pasión, de los cuales solo sobreviven La última cena, La agonía en el jardín y La traición de Cristo .
- Maestro de las Iniciales de Bruselas: iluminador italiano, activo en Boloña y París a finales del siglo xiv y principios del xv.[53]
- Maestro de las Inscripciones Blancas: iluminador del siglo xv[54]
- Maestro de la Madonna Ilsung: Pintor gótico de Augsburgo

### J
- Maestro de Jacques de Besançon: Ilustrador parisino del siglo xv
- Maestro de Jacobo de Luxemburgo: Ilustrador parisino del siglo xv
- Maestro de Jacobo IV de Escocia: iluminador flamenco, generalmente identificado como Gerard Horenbout[55]
- Maestro del Jardín del Paraíso de Fráncfort: Pintor alemán del siglo xv
- Maestro del Jardín de la Consolación Virtuosa: Ilustrador flamenco del siglo xv
- Maestro de Jean Charpentier: Ilustrador francés del siglo xv
- Maestro de la Tela de Jeans: Pintor italiano activo en Lombardía a finales del siglo xvii
- Maestro de Jeanne de Laval: Ilustrador activo en Angers entre 1430 y 1480
- Maestro de Johannes Gielemans: Ilustrador flamenco del siglo xv
- Maestro de la Natividad Johnson, reconocido como Domenico di Zanobi
- Maestro de Jouvenel des Ursins: Ilustrador francés del siglo xv
- Maestro del Juicio Final

### K
- Maestro de Kanbun: Pintor japonés de estampas sobre madera
- Maestro de Kappenberg, identificado como Jan Baegert

### L
- Maestro del lago de Mondsee: autor de la Huida a Egipto para la abadía de Mondsee en Austria[56]
- Maestro de la Lamentación de Lindau[57]
- Maestro de Lecceto: Pintor italiano del Quattrocento

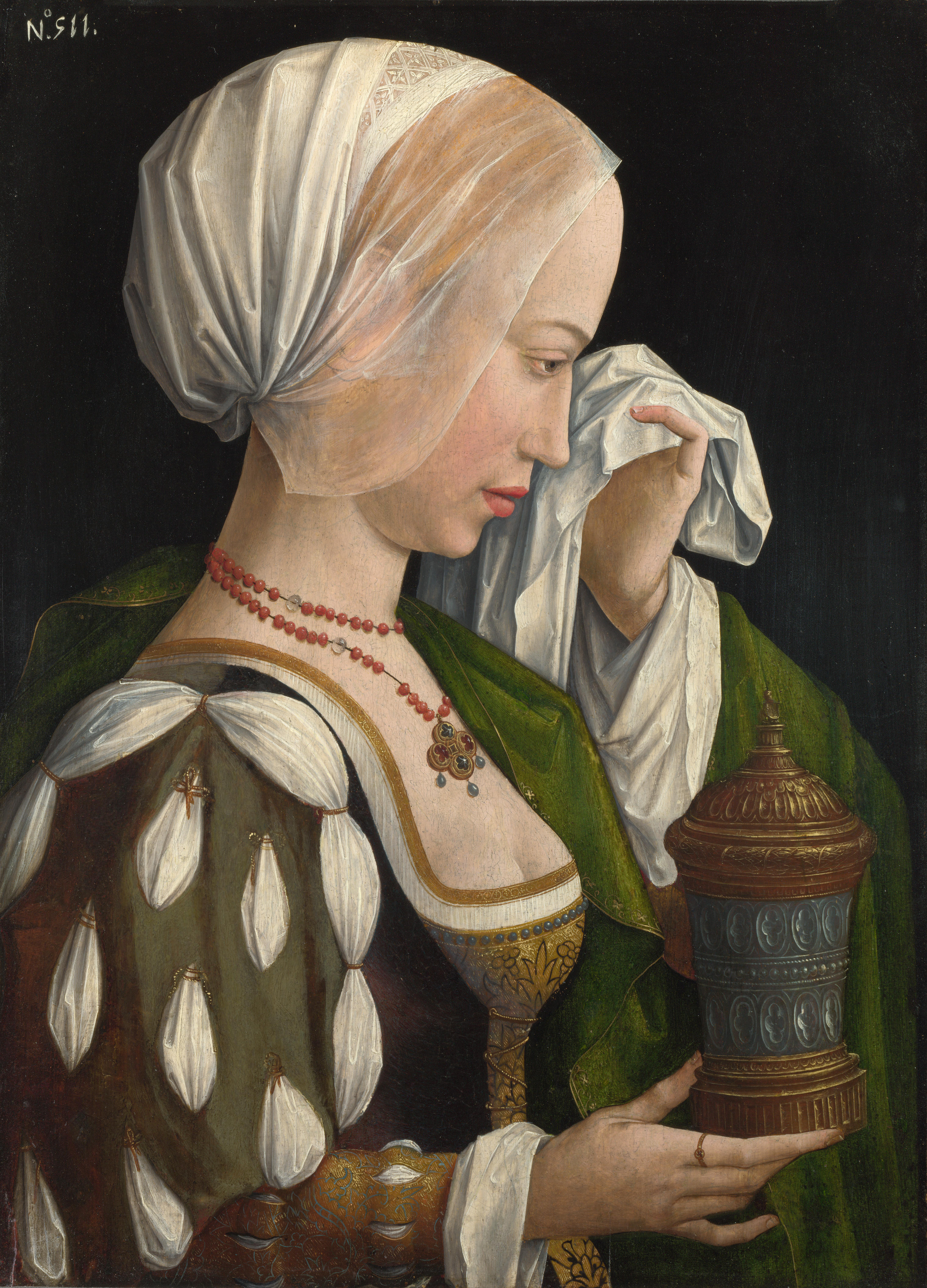
María Magdalena, óleo sobre tabla, taller del Maestro de la leyenda de la Magdalena. National Gallery (Londres)

- Maestro de la Leyenda de Santa Bárbara: Pintor flamenco del siglo xv[58]
- Maestro de la Leyenda de San Bruno: Pintor alemán del siglo xv
- Maestro de la Leyenda de Santa Catalina: Pintor flamenco del siglo xv
- Maestro de la Leyenda de San Jorge: Pintor alemán del siglo xv
- Maestro de la Leyenda de Santa Lucía o Maestro de Brujas de 1499: Pintor flamenco del siglo xv[59]

- Maestro de la Leyenda de la Magdalena: Pintor flamenco de los siglos xv y xvi[60]
- Maestro de la Leyenda de Santa Úrsula (de Brujas): Pintor flamenco del siglo xv
- Maestro de la Leyenda de Santa Úrsula de Colonia: Pintor alemán del siglo xv perteneciente a la escuela de Colonia
- Maestro de la Leyenda de la Santa Madre
- Maestro del Libro de Oración de Dresde: Ilustrador flamenco del siglo xv
- Maestro des los Libros de Oraciones 1500: Ilustrador flamenco de los siglos xv y xvi
- Maestro del Libro de la Coronación de Carlos V: Ilustrador parisino del siglo xiv
- Maestro de Liesborn, activo en Westfalia en la segunda mitad del siglo xv, colaboró con Jan Baegert en el retablo del altar mayor de la Abadía de Liesborn.[61]
- Maestro de la Llave, identificado como Jacob Lucius Corona[40]
- Maestro de Llupia: Pintor flamenco o alemán activo en Cataluña a principios del siglo XVI
- Maestro de Luçon: Ilustrador parisino de principios del siglo xv
- Maestro de los Luna: Pintor hispano flamenco activo en Castilla en el siglo xv

### M
- Maestro de la Magdalena: Pintor italiano activo en la segunda mitad del siglo xiii[62]
- Maestro de la Magdalena de Mansi: Pintor activo en Amberes a principios del siglo xvi
- Maestro de la Madona André: Pintor de Brujas del siglo xv
- Maestro de las Madonas de Mármol del Mosa: Escultor de Lieja activo en el valle del río Mosa en el siglo xiv
- Maestro de la Majestad Gondi: Pintor activo en Siena en el siglo xiv[63]
- Maestro de Magione, identificado como Nero Alberti da Sansepolcro
- Maestro de las Manos en Movimiento, ilustrador del siglo xv
- Maestro de Mansel: Ilustrador del siglo xv
- Maestro de María de Borgoña: iluminador del siglo xv, autor de las Horas de Engelbert de Nassau y de las Horas de María de Borgoña.[64]
- Maestro de Margarita de Orleans: Ilustrador francés del siglo xv
- Maestro Mateo: Escultor y arquitecto de los siglos xii y xiii en la península ibérica, autor del Pórtico de la Gloria de la Catedral de Santiago de Compostela[65]
- Maestro de Margarita de York: Ilustrador flamenco del siglo xv
- Maestro de la Mazarino: Ilustrador parisino del siglo xv, con obra en la biblioteca Mazarino
- Maestro de las medias figuras femeninas: pintor flamenco[33]
- Maestro de Meßkirch: Pintor alemán del siglo xvi
- Maestro de los Meses: Escultor que trabajó en la catedral de Ferrara
- Maestro de Miraflores: Pintor gótico activo en Castilla a finales del siglo xv
- Maestro del Misal de Yale, Maestro del Mamerot de Viena o Maestro de Christophe de Champagne: ilustrador francés del siglo xv, identificado como Guillaume Piqueau
- Maestro de los Misales della Rovere: Ilustrador franco-italiano del siglo xv
- Maestro de Monteoliveto: Pintor italiano del siglo xiv
- Maestro de Monticchiello, identificado como Pietro Lorenzetti
- Maestro de Moulins o Maestro de los Borbones, probablemente Jean Hey[33]
- Maestro de la Misericordia: Pintor florentino, probablemente Giovanni Gaddi[66]
- Maestro M. S.: Pintor húngaro de principios del siglo XVI
- Maestro de las Mujeres Preclaras: Ilustrador parisino de origen flamenco de principios del siglo xv

### N

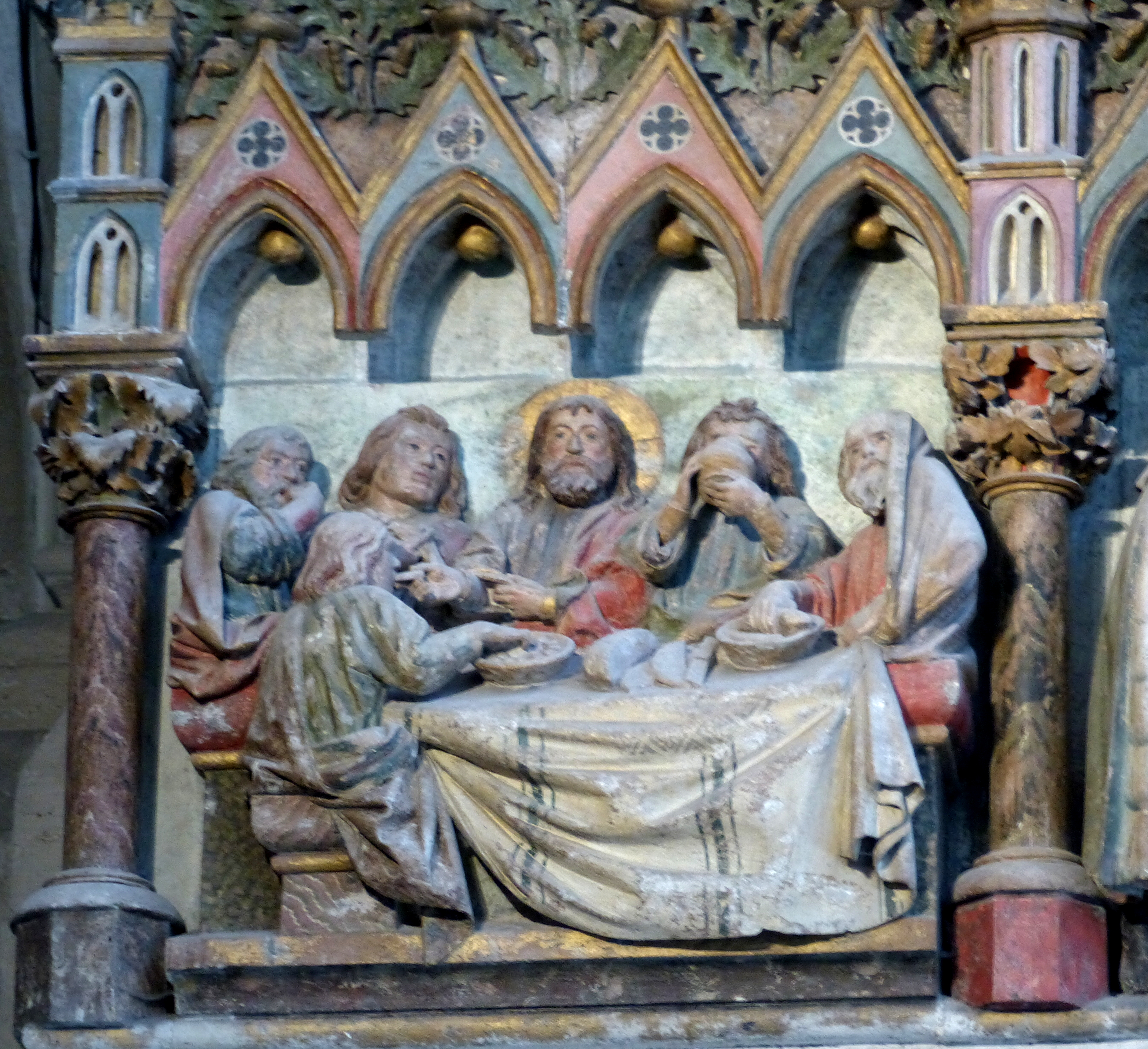
Última cena, relieve del coro de la Catedral de Naumburg

- Maestro de la Natividad de Castello, identificado en 1995 como Piero di Cosimo
- Maestro de la Natividad del Louvre, probablemente Fra Diamante (según Bernard Berenson)
- Maestro de Naumburg, escultor de mediados del siglo xiii[67]

### O
- Maestro de Orose
- Maestro de la Observancia: Pintor de la escuela sienesa del Quattrocento[68]
- Maestro de Ozieri
- Maestro de las Once Mil Vírgenes: artista hispanoflamenco activo en Segovia en las últimas décadas del siglo xv. Se le atribuyen tres obras, guardadas en los almacenes del Museo del Prado y toma el nombre de una de ellas: "Santa Úrsula con las once mil vírgenes".[69]

### P
- Maestro della pala Sforzesca: pintor lombardo de los siglos xv y xvi
- Maestro de Panzano: Pintor italiano de estilo bizantino del Trecento
- Maestro del Panel de Adimari, probablemente el Scheggia, hermano de Masaccio
- Maestro de los Paneles de Campana: fabricante de cassone (cofres decorados)
- Maestro del papagayo: Pintor activo en Flandes a principios del siglo xvi

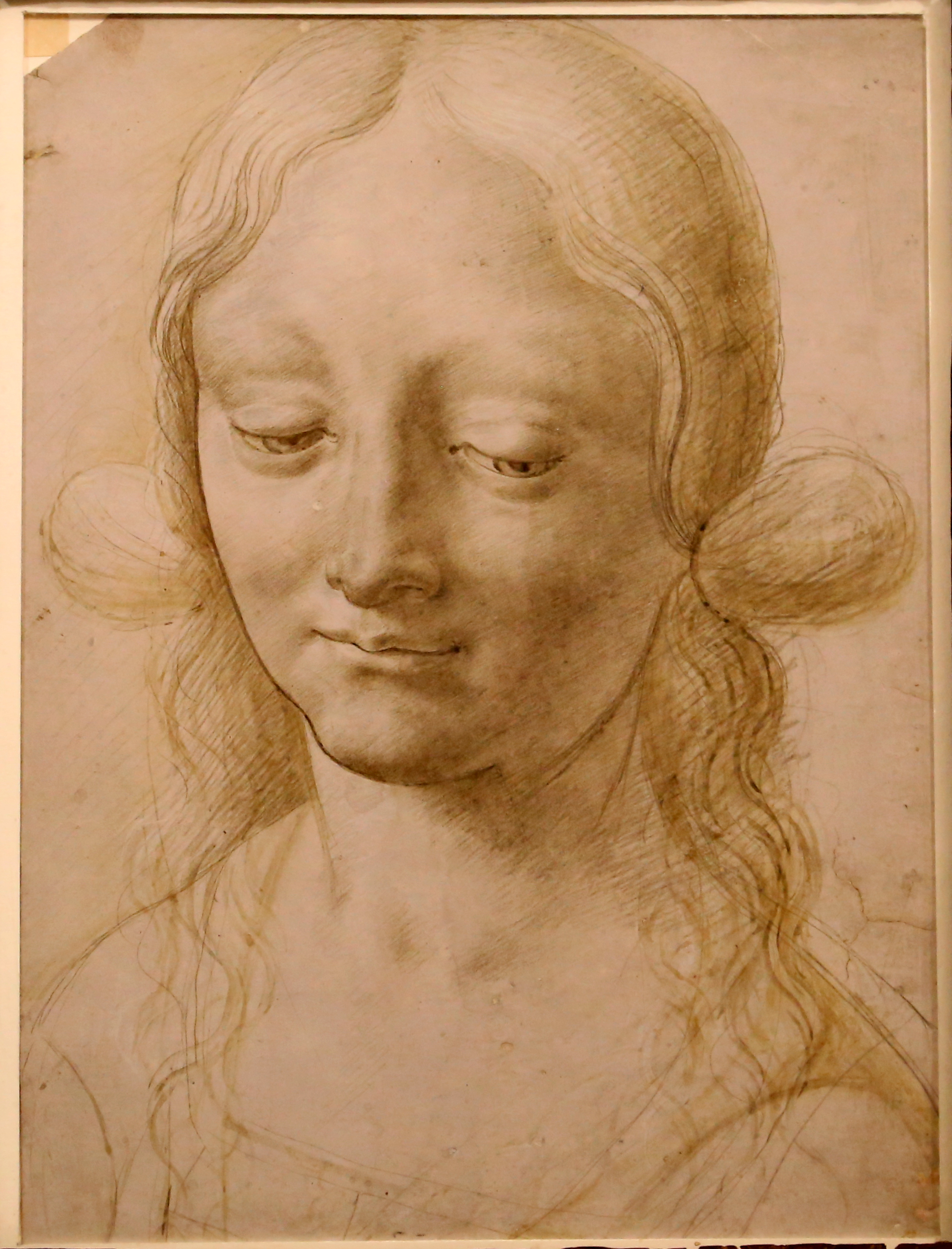
Dibujo a punta de plata, Maestro della pala Sforzesca, Galería Borghese (Roma).

- Maestro del Paramento de Narbona: pintor e iluminador francés de los siglos xiv y xv
- Parente di Giotto: Alumno de Giotto, con quien colaboró en la basílica de San Francisco de Asís
- Maestro de la Pasión de Darmstadt: Pintor activo en Renania en el siglo xv.[70]
- Maestro de la Pasión de Karlsruhe: Pintor alemán del siglo xv
- Maestro de la Pasión de Lyversberg
- Maestro de la Pasión de Viena, autor de grabados a buril
- Maestro de Pedret: Pintor de murales románicos de Cataluña en los siglos xi y xii
- Maestro de las Peleas de Gallos[40]
- Maestro de la Pequeña Pasión: Pintor de la escuela de Colonia de principios del siglo xv
- Maestro de los Pequeños Paisajes: Pintor y grabador flamenco del siglo XVI
- Maestro de Perea: Pintor hispano flamenco activo en Valencia entre 1490 y 1510
- Maestro de la Piedad de Aviñón: Pintor provenzal del siglo xv, identificado como Enguerrand Quarton
- Maestro de Piedrahíta: pintor abulense de estilo hispano flamenco activo a finales del siglo xv y principios del xv, que recibe su nombre del retablo de la Sagrada Parentela o altar de Santa Ana, conservado en la iglesia parroquial de Piedrahíta (Ávila). María Purificación Ripio González le atribuye otras dos obras: un fragmento con Santa Lucía conservado en el Museo catedralicio de Ávila y una Asunción de la Virgen atribuida en el Museo del Prado al Maestro de las Once Mil Vírgenes.
- Maestro de Philippe de Gueldre: Ilustrador francés activo entre 1495 y 1510
- Maestro del Políptico Crivelleschi: Pintor italiano del siglo xv
- Maestro del Políptico de San Severino
- Maestro de la Prédica de Lille
- Maestro de los Prelados Borgoñones: Ilustrador borgoñón del siglo xv
- Maestro del Prendimiento: seguidor de Giotto, autor del fresco del Prendimiento en la basílica superior de San Francisco de Asís.[71]
- Primer Maestro de Lecceto: Pintor italiano de principios del Quattrocento
- Maestro de los Privilegios de Gantes y Flandes: Ilustrador flamenco del siglo xv, identificado en ocasiones como Jean Ramon el Joven
- Pseudo-Blesius o Maestro de la Adoración de Múnich: Pintor flamenco del siglo XVI
- Pseudo-Jacquemart, identificado en ocasiones como Jean Petit, cuñado de Jacquemart de Hesdin
- Maestro del Pueblo de la Colina: Pintor italiano de composiciones religiosas[33]
- Maestro de los Puys de Ruan: Ilustrador del siglo XVI, colaborador de Étienne Colaud

### R
- Maestro de la Redención del Prado, identificado (con dudas) como Vrancke van der Stockt
- Maestro de Rambures: Ilustrador activo en Picardía y Flandes en el siglo xv,  identificado en ocasiones como Jean Beurgier
- Maestro de la Ratonera: Ilustrador y pintor italiano del siglo XVI
- Maestro del Registrum Gregorii: Autor de miniaturas otonianas de finales del siglo x

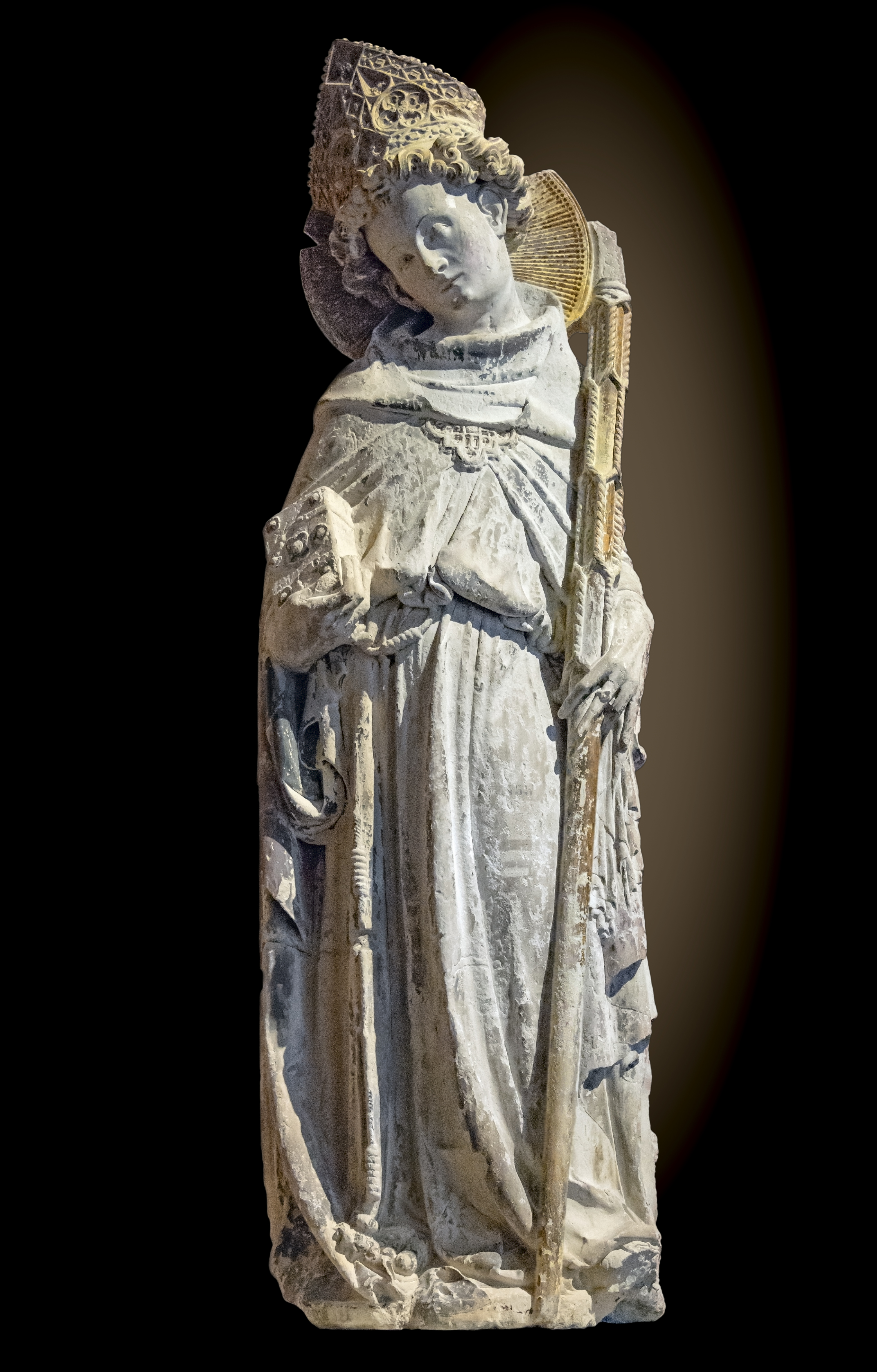
San Luis de Tolosa, Maestro de Rieux. Museo de los Agustinos (Tolosa)

- Maestro de la Reja del Coro de San Jorge de Bamberg: Escultor alemán[40]
- Maestro del Rey René de Anjou: iluminador del siglo xv, quizás discípulo de Jean Fouquet.[72]
- Maestro del Retablo Beaussant: Pintor e ilustrador angevino del siglo xv
- Maestro del retablo de Aquisgrán: Pintor gótico alemán[12]
- Maestro del Retablo de Fabriano, identificado como Puccio di Simone
- Maestro del Retablo de Heisterbach: Pintor de la escuela de Colonia, hacia 1450
- Maestro del Retablo de Mérode o Maestro de Flémalle, identificado como Robert Campin
- Maestro del Retablo Pallant: Pintor gótico de la escuela de Colonia
- Maestro del Retablo de San Bartolomé: Pintor e ilustrador activo en la zona de Colonia ente 1475 y 1510
- Maestro del Retablo de Schöppingen: Pintor activo en Münster en el siglo xv
- Maestro de los Retratos Baroncelli: Pintor de Brujas del siglo xv
- Maestro de Rieux: Escultor del siglo XIV activo en Rieux-Volvestre
- Maestro de Riglos: Pintor gótico activo en Aragón a mediados del siglo xv[73]
- Maestro de Robert Gaguin: Ilustrador parisino de finales del siglo xv
- Maestro de Robredo: Pintor activo en Burgos a finales del siglo xv
- Maestro de Jean Rolin: iluminador francés del siglo xv
- Maestro de Rohan: iluminador de manuscritos activo en el siglo xv, trabajó para la corte de los Anjou. Autor de las Grandes Horas de Rohan, las Horas de Isabel Stuart, las Horas de René d'Anjou y las Horas a la costumbre de Angers.[74]
- Maestro de los Círculos de Coburgo, o Maestro de los Estudios de Paños: Pintor y dibujante alsaciano de finales del siglo xv
- Maestro de Rosenberg: Ilustrador de Lyon del siglo xv perteneciente al taller de Guillaume Lambert

### S

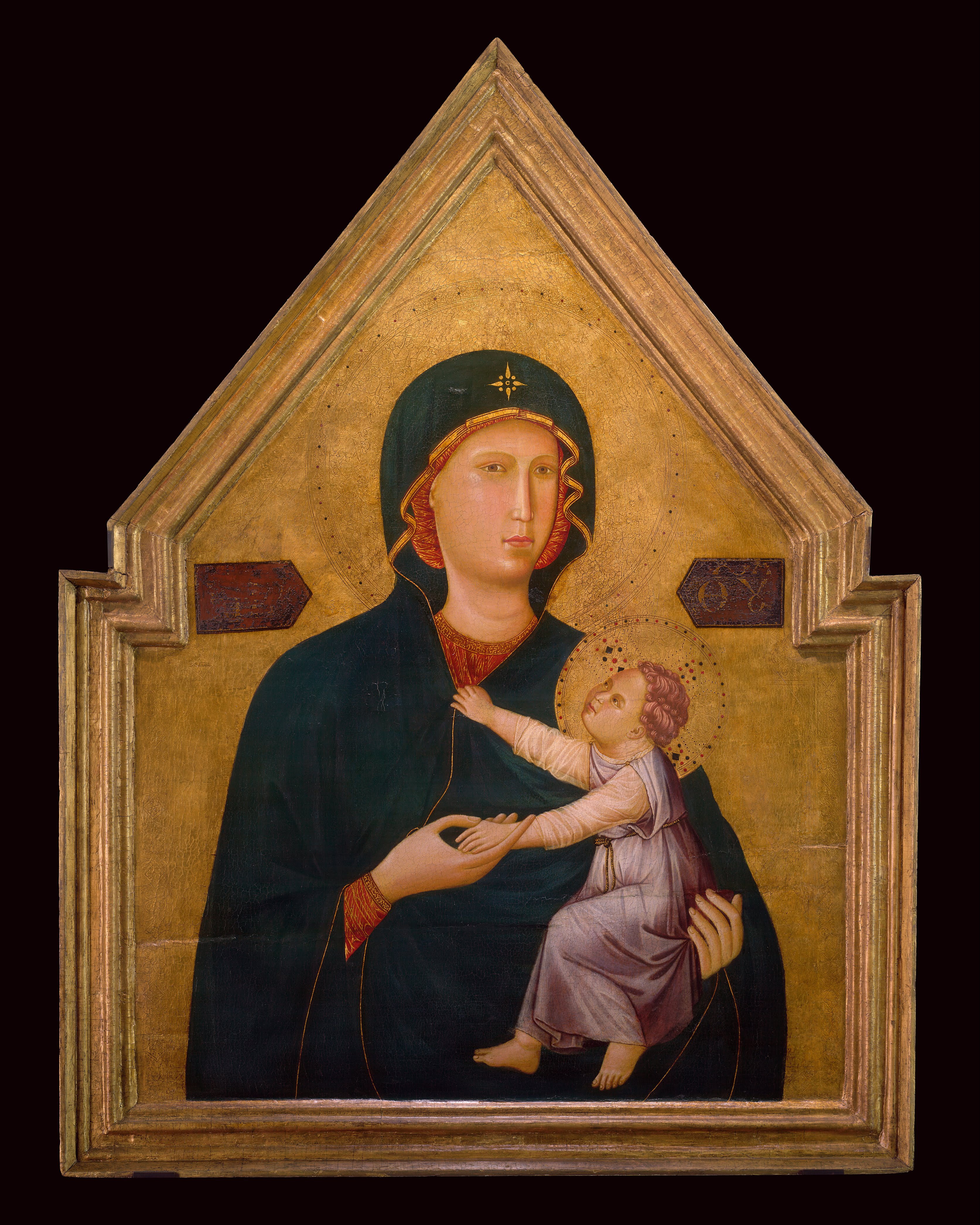
Virgen con el Niño, Maestro de Santa Cecilia, Getty Center

- Maestro de Santa Cecilia: pintor florentino de principios del siglo xiii.[75]
- Maestro de San-Germain-des-Prés: pintor probablemente originario de Colonia, activo en París hacia 1500
- Maestro de San Gil: Pintor, quizás flamenco, activo en París hacia 1500
- Maestro de San Ildefonso, activo en Toledo y Valladolid a finales del siglo xv[76]
- Maestro de San Lorenzo: Pintor gótico alemán, de entre 1415 y 1430
- Maestro de San Nicolás: Pintor de la escuela burgalesa de finales del siglo xv
- Maestro de la Santa Sangre: Pintor originario de Amberes y activo en Brujas a principios del siglo XVI
- Maestro de San Sebastián, identificado como Josse Lieferinxe
- Maestro de San Severino: Pintor activo en Colonia a principios del siglo xvi.[77]
- Maestro de Santa Marta o Maestro de Chaource: Escultor francés del siglo XVI
- Maestro de la Santa Parentela el Viejo: Activo en Colonia entre 1410 y 1440[78]
- Maestro de la Santa Parentela el Joven: Activo en Colonia entre los siglos xv y XVI[79]
- Maestro del San Francisco Bardi: Pintor italiano de la escuela florentina de la primera mitad del siglo xiii
- Maestro de San Gaggio, identificado como Grifo di Tancredi
- Maestro de San Martino: Pintor del siglo xiii, identificado como Ugolino di Tedice[80]
- Maestro de San Martino alla Palma: Pintor florentino de principios del siglo xiv
- Maestro de San Miniato: Pintor florentino de la segunda mitad del siglo xv[81]
- Maestro de San Torpè: Pintor pisano activo entre los siglos xiii y xiv
- Maestro de Santa Caterina Gualino: Pintor y escultor activo en Umbría y los Abruzzos en el siglo XIV
- Maestro de Santa Maria Primerana: Pintor florentino del siglo xiii
- Maestro de Santa Verdiana: Pintor toscano documentado de 1375 a 1391, generalmente identificado como Tommaso del Mazza
- Maestro de los Santos Cosme y Damián: Pintor pisano del siglo xiii, identificado con dudas como Gilio di Pietro.
- Maestro de la Seo de Urgel: Pintor activo en Cataluña a finales del siglo xv
- Maestro de Serrabona o Maestro de las Tribunas: Escultor francés del siglo xii
- Maestro de Sigena: Pintor activo en Aragón en el siglo XVI
- Maestro de Signa: Pintor toscano del siglo xv, quizás Antonio di Maso
- Maestro de la Sisla: Pintor activo en Toledo hacia 1500
- Maestro de Sopetrán: Pintor hispano flamenco activo en Castilla hacia 1470
- Maestro de Soriguerola: Pintor activo en Cataluña en el siglo xiii

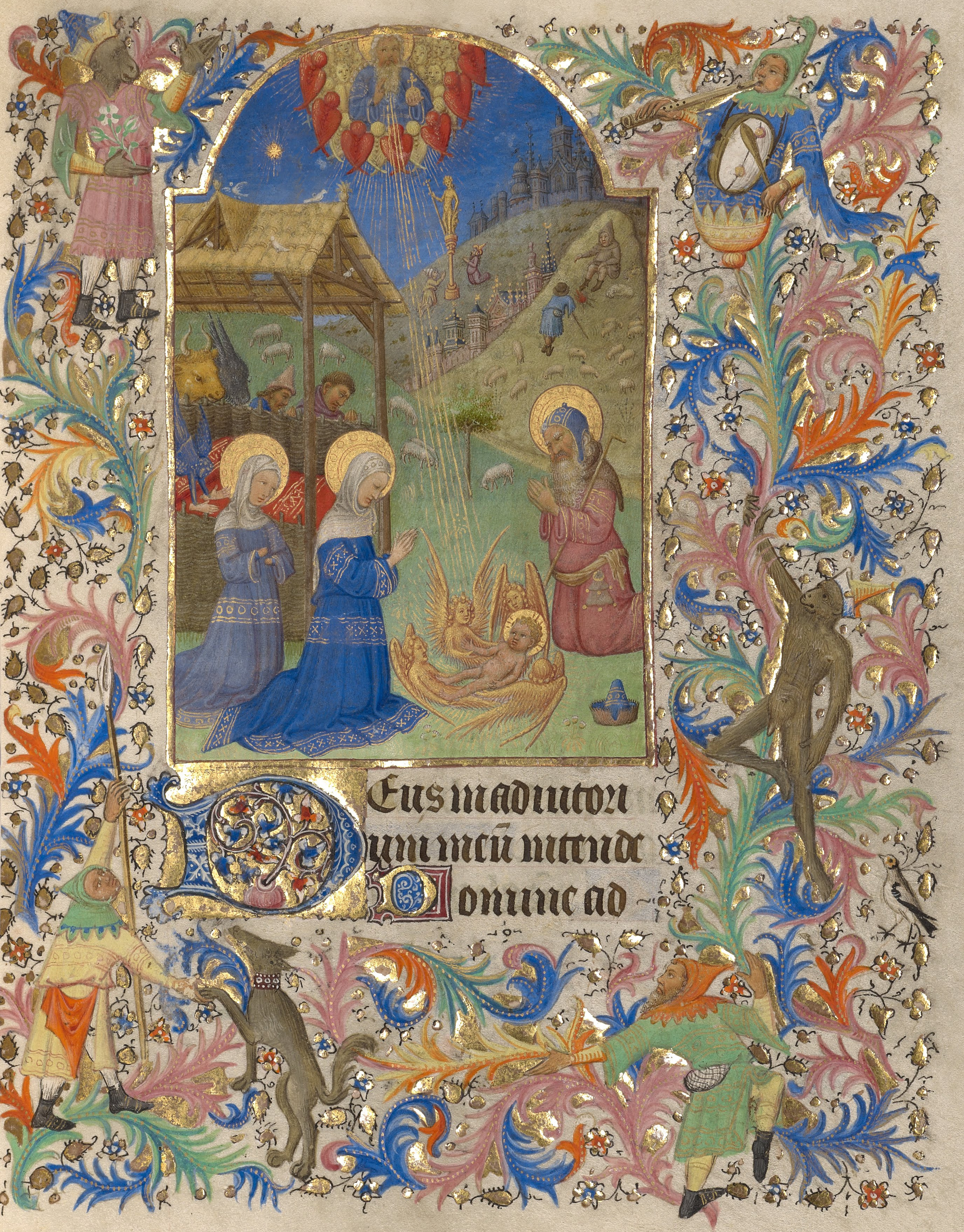
Natividad en un libro de horas, Maestro Spitz, Museo Getty

- Maestro de Spencer 6: Ilustrador francés activo entre 1490 y 1510
- Maestro de Spes Nostra: Pintor holandés activo a finales del siglo xv[82]
- Maestro Spitz: Miniaturista activo en París en el siglo xv.[83]

### T
- Maestro de Talbot: Ilustrador activo en Ruan entre 1440 y 1450
- Maestro de Tahull: Pintor de frescos románicos activo en Cataluña y Aragón en el siglo xii
- Maestro de Tavarnelle: Pintor francés o italiano activo a principios del Cinquecento
- Maestro de los Paneles Barberini, identificado como Fra Carnevale
- Maestro Theodoric: Pintor bohemio del siglo xiv
- Maestro del Toisón de Oro de Viena y Copenhague: Ilustrador flamenco del siglo xv
- Maestro del Tondo Lathrop, identificado como Michelangelo Membrini
- Maestro de los Tratados de Moral: Ilustrador flamenco del siglo xv
- Maestro de la Trampa, identificado como Niccolò Tribolo
- Maestro de Třeboň o Maestro de Wittingau: Pintor de la escuela de Praga, activo en la segunda mitad del siglo xiv
- Maestro de los Triunfos de Petrarca: Ilustrador parisino de principios del siglo xvi
- Maestro del Tríptico Wenemaer: Pintor flamenco activo en Gante a finales del siglo xv[84]
- Maestro del Tríptico de 1454: Pintor italiano activo en Camerino y Perugia a mediados del siglo xv
- Maestro de Trognano: Escultor sobre madera activo en Lombardía a finales del siglo xv

### U
- Maestro Ultramontano: Pintor francés o alemán que trabajó en la basílica superior de Asís a finales del siglo xiii
- Maestro de Urgel: Pintor de murales románicos activo en Cataluña en la primera mitad del siglo xii
- Maestro de la Unión: artista anónimo activo en la primera mitad del siglo xv en Dinamarca y posiblemente en Suecia, que formaba parte de la Unión de Kalmar. Se ha sugerido que el maestro de la Unión es idéntico al maestro de Fogdö
- Maestro de Uttenheim: Pintor gótico activo en el Tirol en la segunda mitad del siglo XV

### V

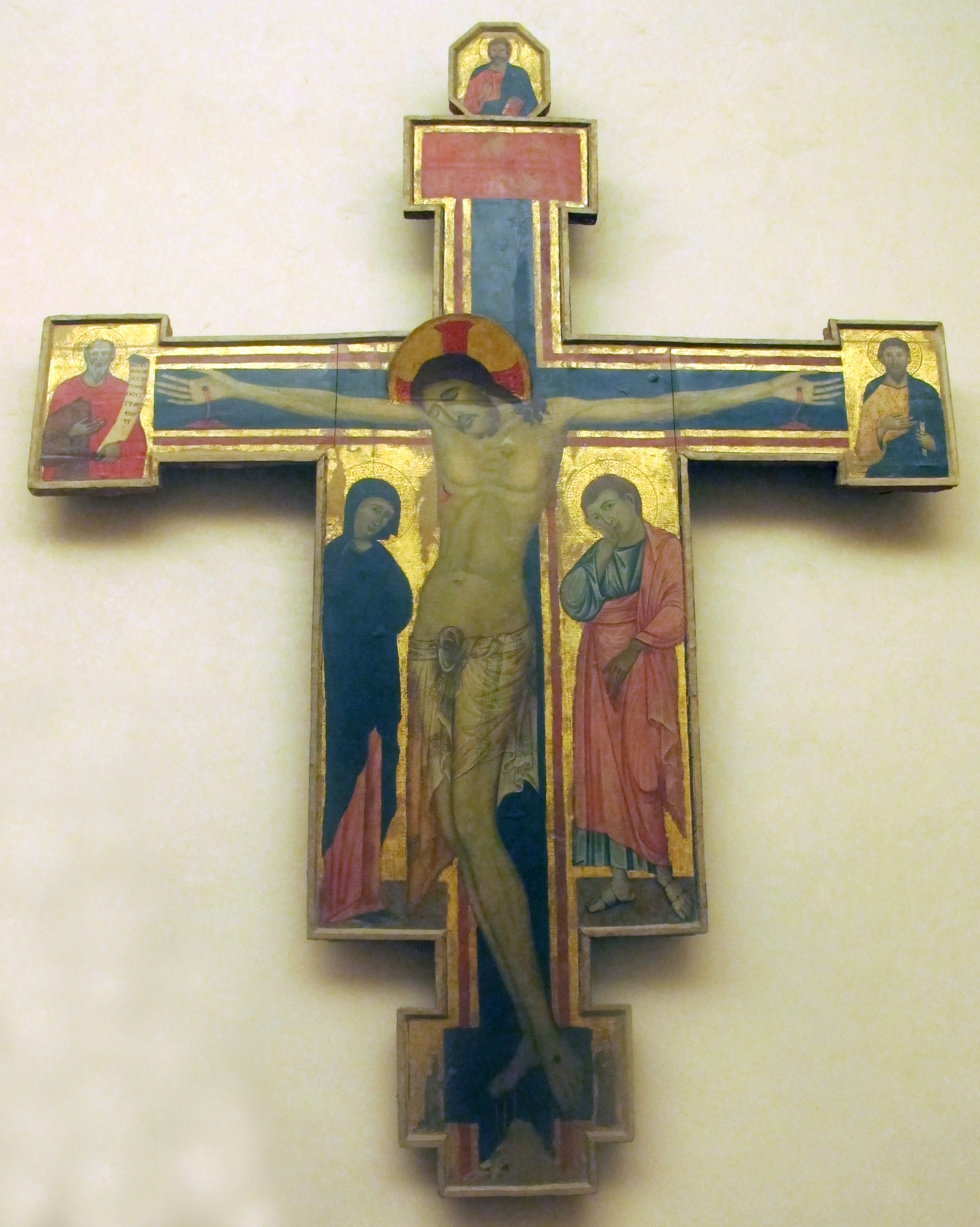
Crucifijo, Maestro di Varlungo, Museo Bardini (Florencia)

- Maestro di Varlungo: Pintor florentino de finales del siglo xiii
- Maestro de la Verónica de Múnich: Pintor activo en Colonia a principios del siglo xv[85]
- Maestro de Vignola: Pintor italiano del Quattrocento
- Maestro de la Vida de José o Maestro de la Abadía de Affligem
- Maestro de la Vida de la Virgen: Pintor gótico alemán
- Maestro de la Vida de San Juan Bautista: Pintor italiano de la escuela de Rímini, activo a principios del Trecento
- Maestro de la Virgen del caballero de Montesa,[86] identificado como Paolo de San Leocadio
- Maestro de la Virgen Strauss: Pintor florentino activo entre los siglos xiv y xv
- Maestro de la Virgo inter Virgines: Pintor activo en Delft a finales del siglo xv
- Maestro de los Vitae Imperatorum: Miniaturista italiano del siglo xv
- Maestro de la Vista de Santa Gúdula: Pintor flamenco primitivo activo en Bruselas a finales del siglo xv
- Maestro de Virgilio, ilustrador parisino de finales del siglo xiv y principios del siglo xv
- Maestro de Vyšší Brod, pintor bohemio del siglo xiv

### W
- Maestro de Waha: Escultor activo en Bélgica en la primera mitad del siglo XVI
- Maestro de Wavrin: Ilustrador activo en la región de Lille en la segunda mitad del siglo xv
- Maestro del Wavrin de Londres: Ilustrador flamenco del siglo xv
- Maestro W.B.: identificado con Wolfgang Beurer
- Maestro de Weibermacht: Grabador de cuero activo en Alemania a mediados del siglo xv
- Maestro Wenceslao: pintor de finales del Trecento, autor de un fresco profano en el castillo de Buonconsiglio en Trento.[87]
- Maestro de Wilten: ver Maestro de la Vida de la Virgen
- Maestro del Díptico de Wilton: Pintor gótico activo en Inglaterra a finales del siglo xiv
- Maestro de Wittingau: Pintor gótico de la escuela de Bohemia activo en la segunda mitad del siglo xiv

### X
- Maestro del Jenofonte Hamilton: Ilustrador florentino del siglo xv

### Z
- Maestro de Zafra: Pintor gótico hispanoflamenco activo en Extremadura a finales del siglo xv

Sumario: Por fecha - A - B - C - D - E - F - G - H - I - J - K - L - M - N - O - P - Q - V - W - X - Y - Z